# Museo de Historia Natural (La Specola)
El Museo de La Specola (en italiano: "Museo del Observatorio") se encuentra ubicado en el Palazzo Torrigiani, situado en la Vía Romana de Florencia (Italia). Desde el siglo XVIII es el edificio del Museo de Historia Natural de Florencia. Actualmente contiene sólo dos secciones: la de la zoología y la de anatomía. Fue éste el primer museo que estuvo abierto al público desde su inauguración, el 21 de febrero de 1775.

## Historia
La historia del Palazzo Torrigiani, ex Palazzo Bini, está estrechamente relacionada con el Museo de Historia Natural de Florencia desde la segunda mitad del siglo XVIII, cuando el Gran Duque Pietro Leopoldo de Habsburgo-Lorena en 1775, reunió en el Imperial Régio Museu de Fisica e História Natural las colecciones de la Accademia del Cimento, antes en la Galería Uffizi ("Galleria degli Uffizi").
Felice Fontana, profesor en Pisa y físico de la Corte, fue el primer director del museo. En pocos años, el museo se convirtió en el centro más importante de Italia en investigaciones de física y en ciencias naturales, realizándose reproducciones anatómicas de cera, cuyas copias fueron enviadas a Austria y Francia.
El nombre proviene de un observatorio astronómico, La Specola, construido por iniciativa de Pietro Leopoldo de Habsburgo-Lorena en la azotea del palacio entre 1780 y 1789. Era una antigua costumbre llamar a las cúpulas astronómicas "Specola", del latín specula, que significa "torre vigía". Sin embargo, incluso después de que el observatorio fuese trasladado desde el Palazzo Torrigiani a la colina de Arcetri, se mantuvo el nombre de "Specola", y todavía se sigue utilizando para designar al antiguo palacio donde se instaló el Museo de Historia Natural y Física.
La intención del Gran Duque era transformar la pequeña torre en el más importante observatorio astronómico en Toscana y competir con los grandes centros de Greenwich y París. Sin embargo, a pesar de estar equipado con los instrumentos más avanzados y costosos para la época, "Specola", se quedó sin un astrónomo permanente hasta 1807, cuando Domenico De Vecchi fue nombrado profesor de astronomía y director del Liceo del observatorio. Entre los directores estuvieron el francés Jean-Louis Pons (1825), Giovanni Battista Amici (1831) y Giovanni Battista Donati.
La torre octogonal del observatorio contiene, en la Sala de la cigüeña, un reloj de sol de mármol, fabricado por un artesano desconocido en el que está inscrita la siguiente frase en latín: "Linea meridiana ducta in observatorio regii musaei scientiarum florentinii Peter Leopold imperante 1784".
Hoy en día, después de la separación de las colecciones del Museo de Naturaleza, el palacio alberga dos secciones: la de zoología, con ejemplares conservados de animales; y los modelos anatómicos de cera que se remontan principalmente al siglo XVIII.

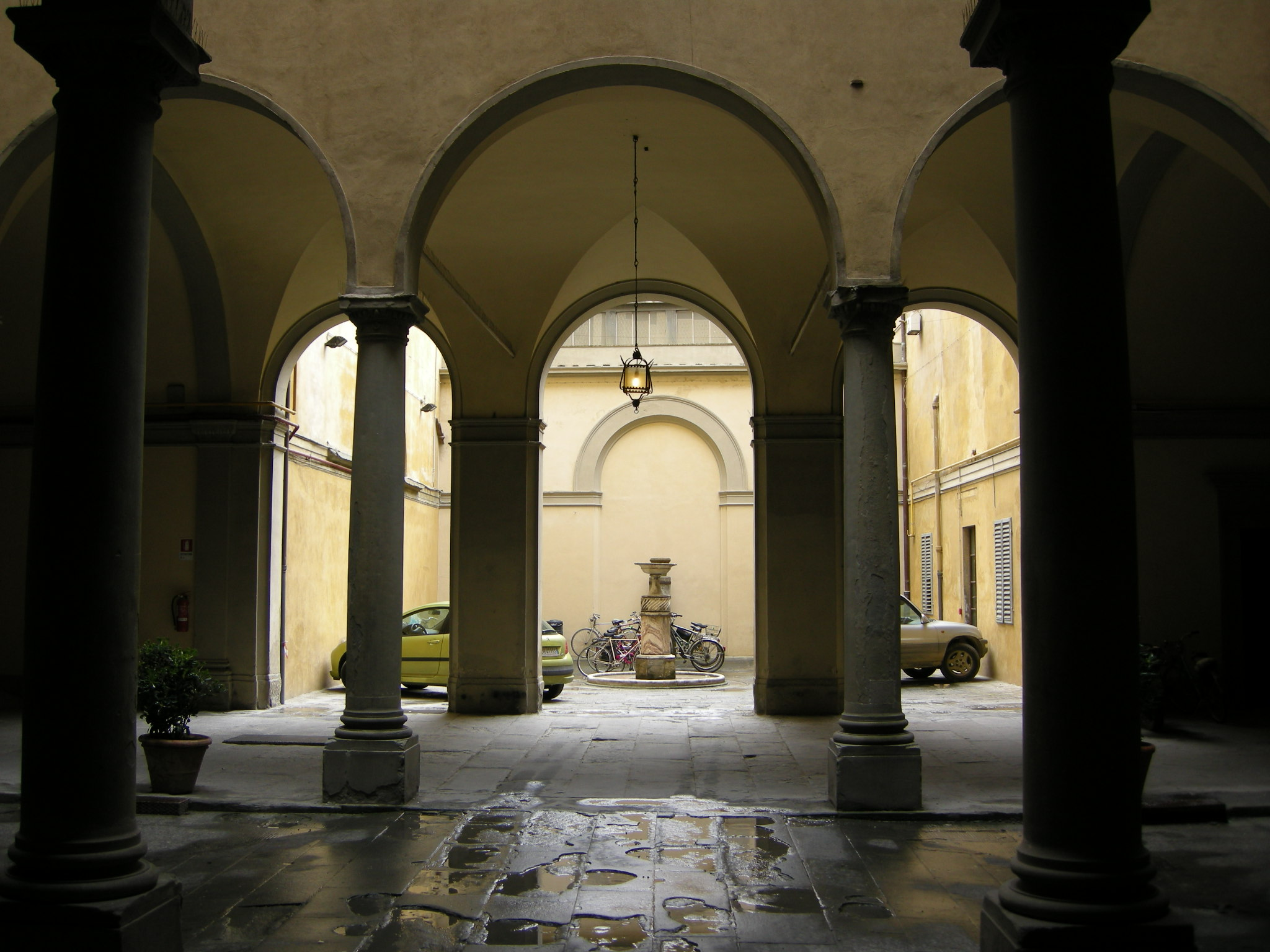
Patio interno visto desde las arcadas
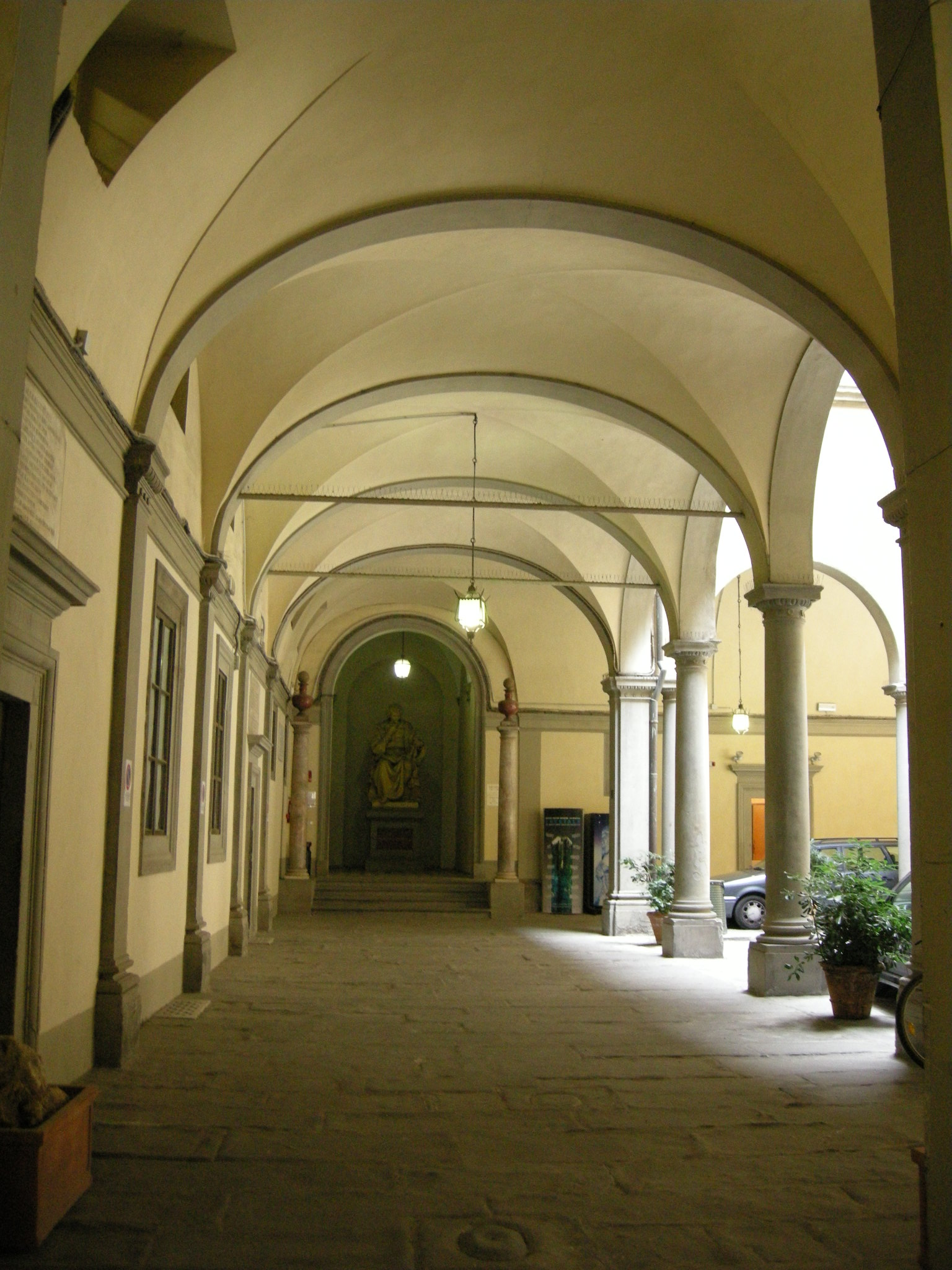
Arcada del patio
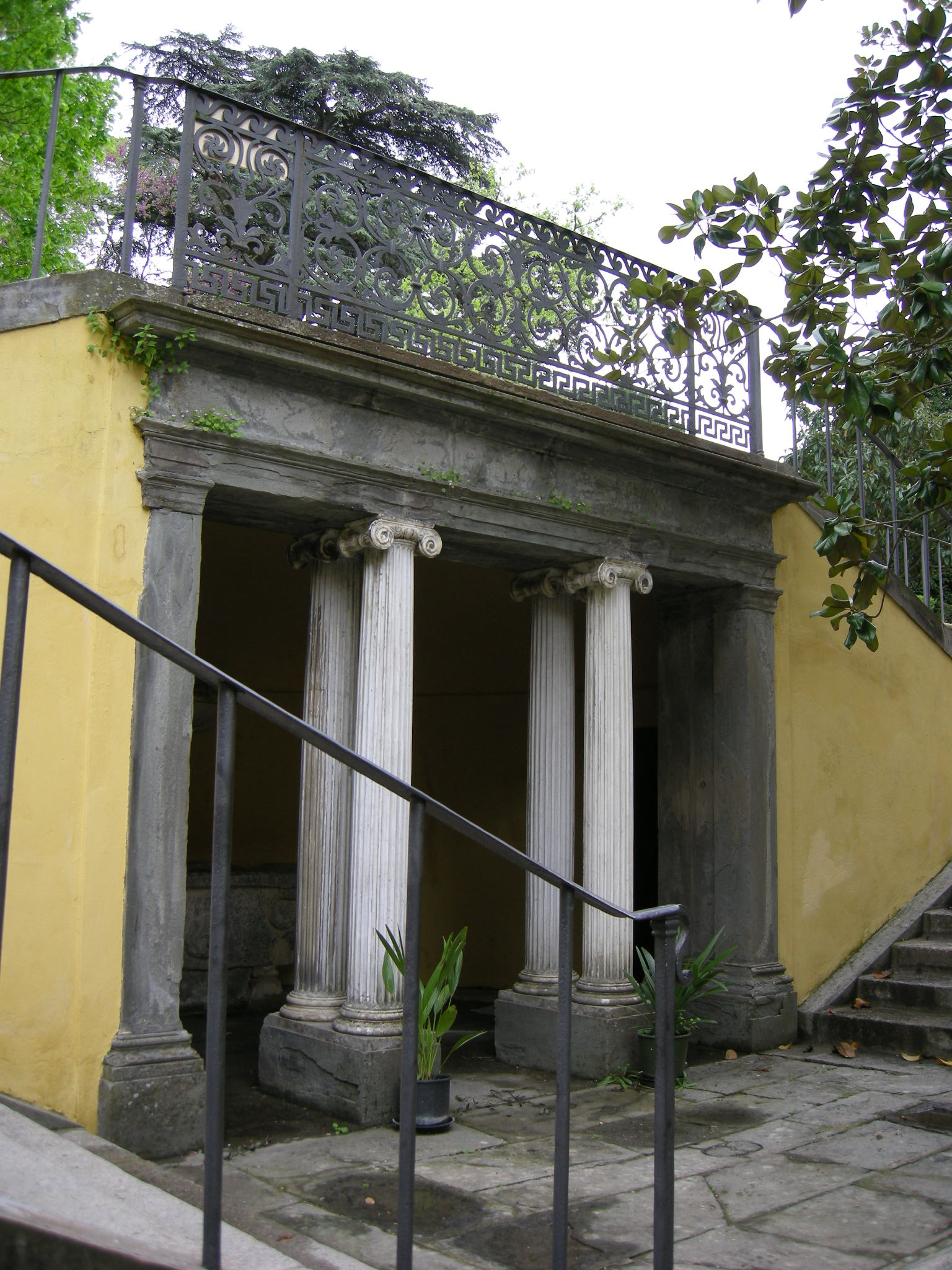
Gruta del jardín
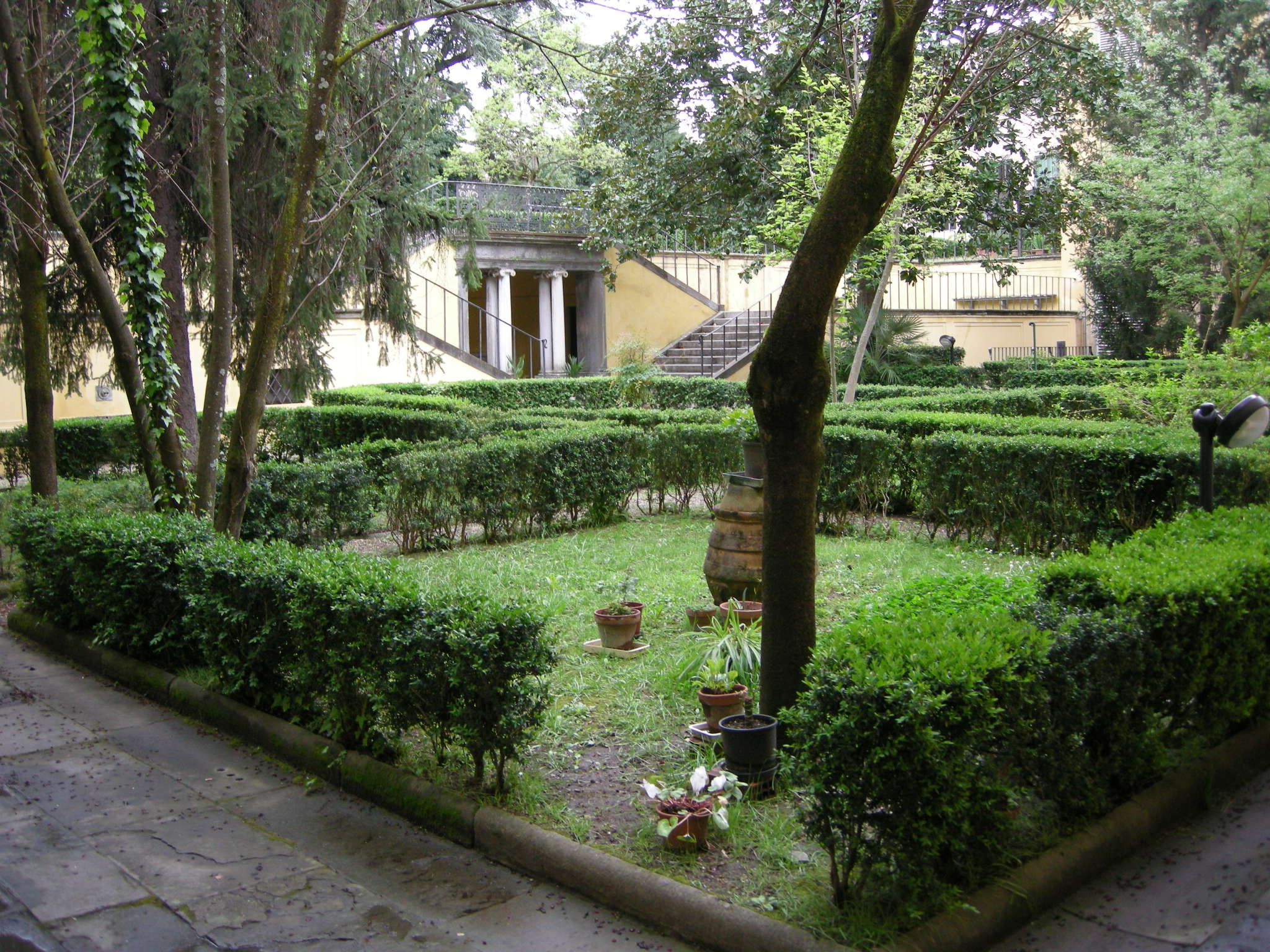
Jardín
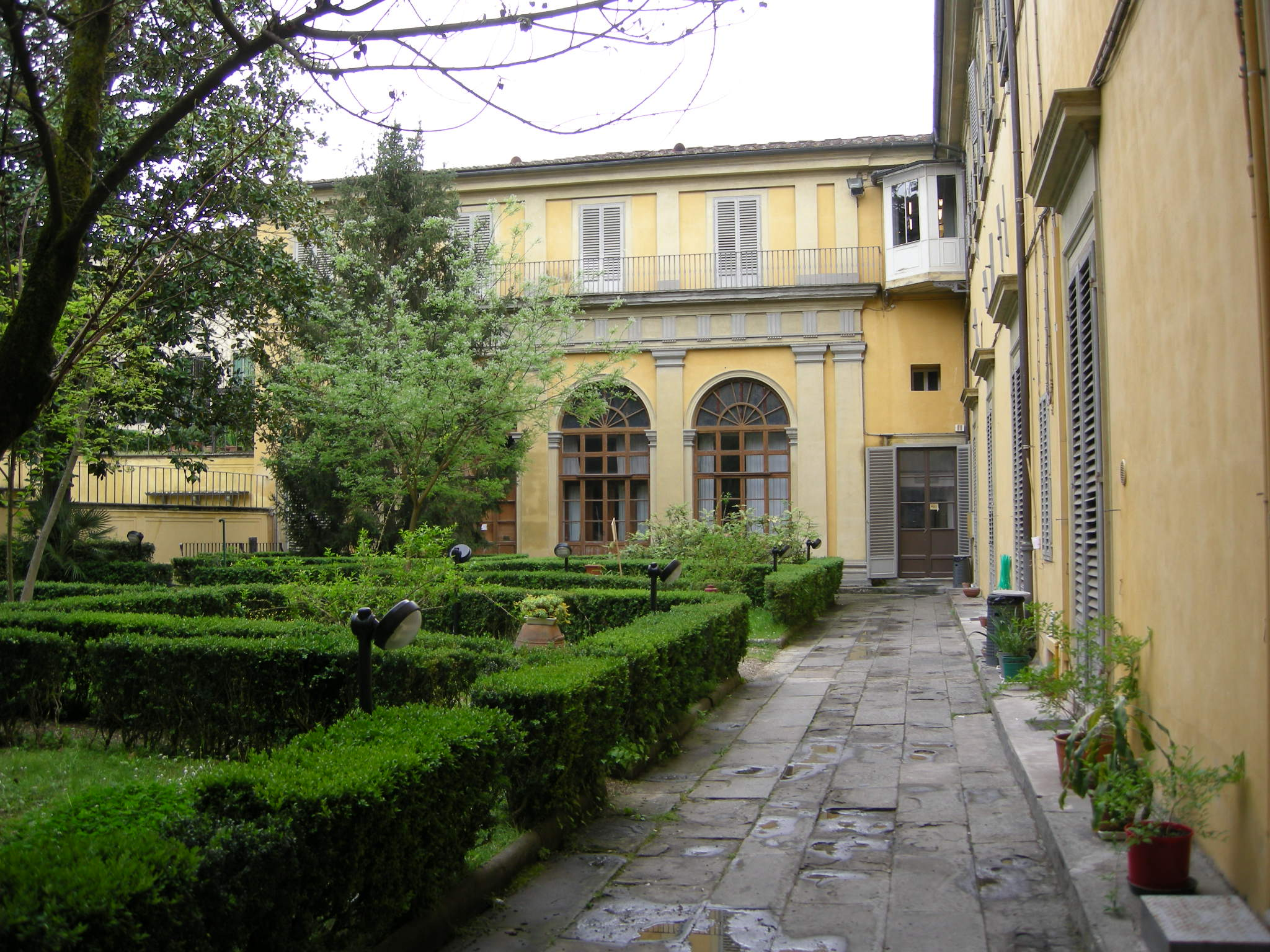
Jardín
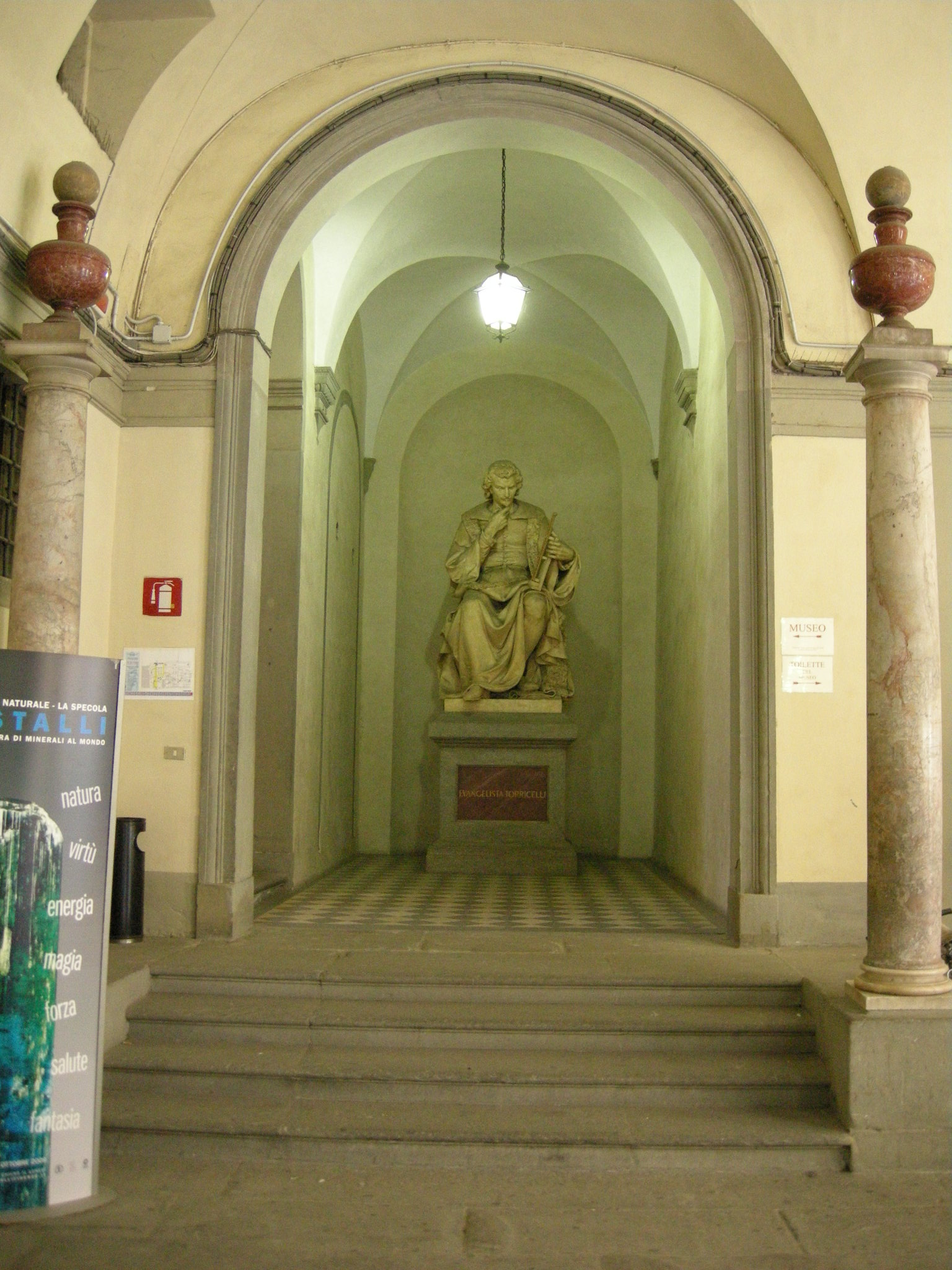
Estatua de Torricelli
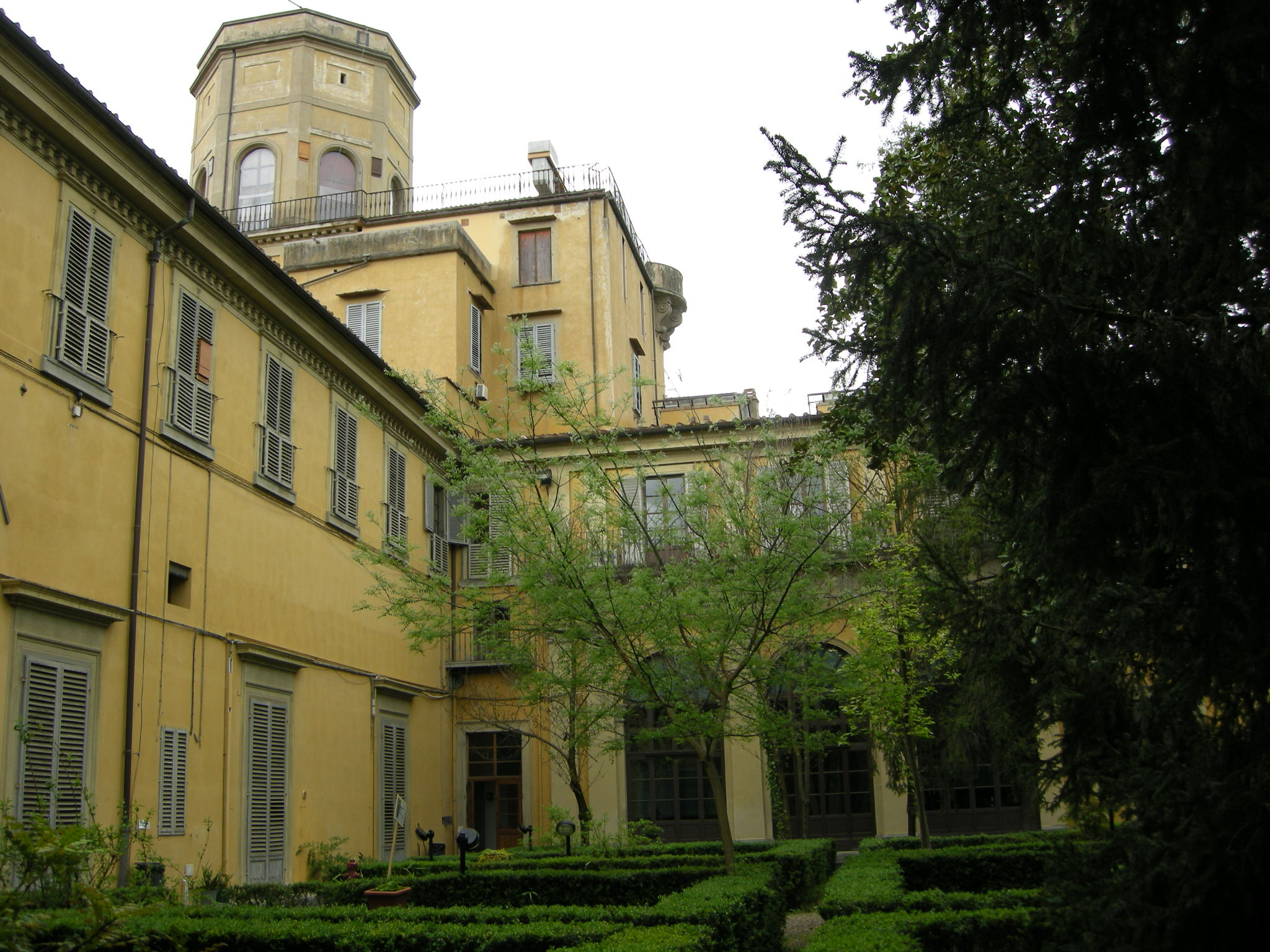
Patio
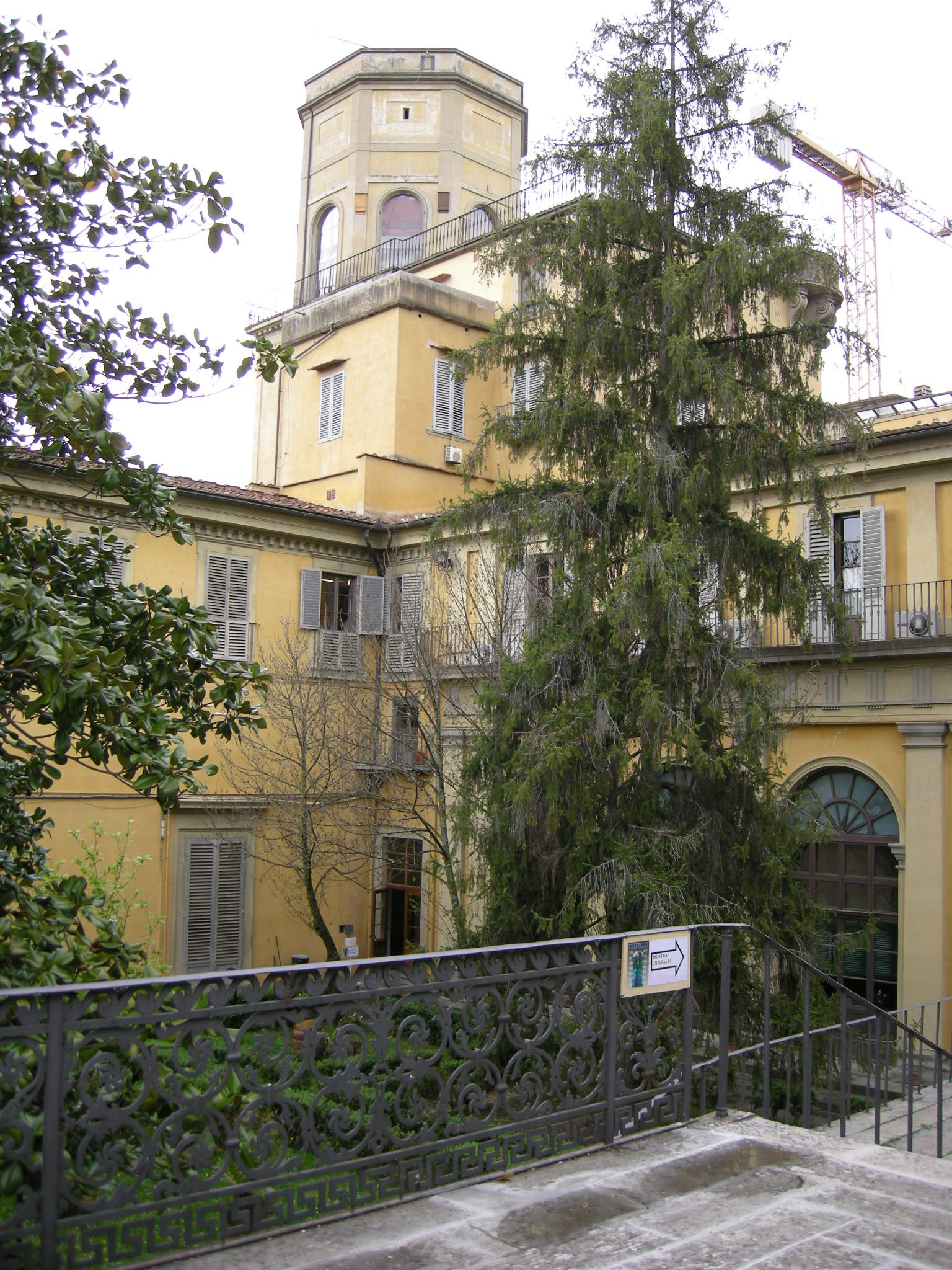
Patio
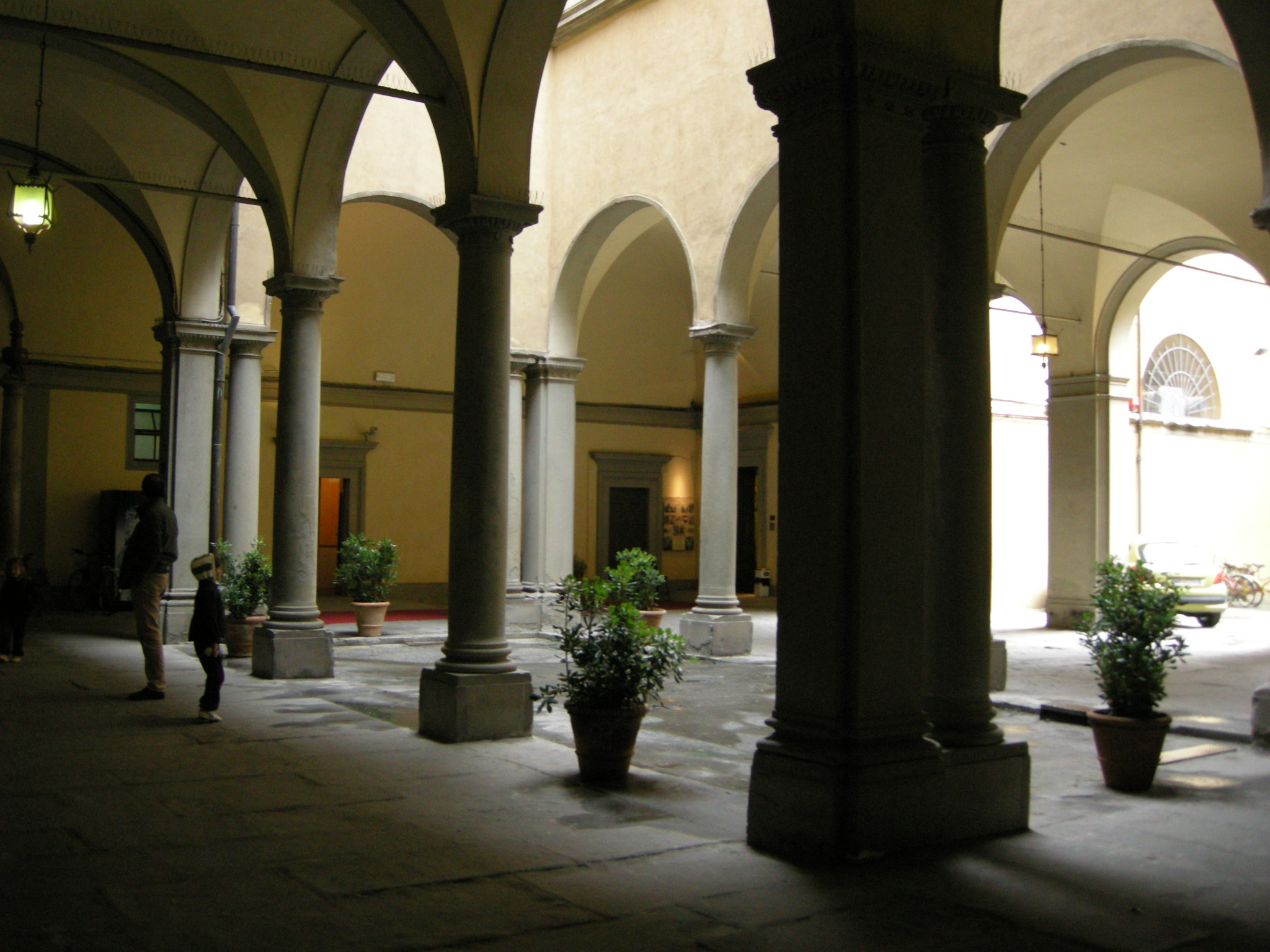
Arcada

## Colección zoológica
Las colecciones cubren especies del reino animal.
Invertebrados
- Sala II - Esponjas, corales y medusas. De particular interés es el llamado Cestello di Venere ("Canasta de Venus"), una esponja (Euplectella hisopo) considerada símbolo de fidelidad en Japón y Filipinas.
- Sala III - Moluscos. Se muestran algunos ejemplares de perlas y conchas provenintes de las colecciones mediceas.
- Sala IV - Artrópodos. Mariposas italianas y tropicales; y coleópteros, con un ejemplar de Escarabajo Titán del Amazonas (de unos 18 cm).
- Sala V - Artrópodos. Especialmente arácnidos y crustáceos. Notable un crustáceo gigante de México, con otras especies raras o en peligro de extinción.
- Sala VI - Gusanos. Terrestres, marinos y parasitarias.
- Sala VII - Equinodermos. Erizos de mar y estrellas de mar.

Reptiles
- Sala VIII - Tortugas (algunos ejemplares gigantes de las Galápagos) y cocodrilos. También hay un ejemplar momificado en el antiguo Egipto, que llegó a Florencia después de la expedición de 1828-29 de Ippolito Rosellini.
- Sala IX - Anfibios y Squamata (serpientes y lagartos). Se conserva una salamandra gigante de Japón, que vivió en el Museo desde 1875 hasta 1918.

Peces
- Sala X - Peces (pez sierra, esturión, caballa, etc.).
- Sala XI - Peces (tiburones, fósiles vivientes, etc.).

Aves
- Sala XVI y XVII - Avifauna italiana (colección casi completa, con numerosas rarezas).
- Sala XVII - Nidos.
- Sala XIX - Aves de todo el mundo, con una muestra de razas extinguidas desde el siglo XVIII hasta el siglo XX. Una de las salas más grandes, contiene ejemplares de avestruces, loros, colibríes, etc.
- Sala XX - Salón Paradisea. También de gran tamaño y recientemente reorganizada con grandes vitrinas, contiene ejemplares de aves del Paraíso y de diversos pájaros de jardín.

Mamíferos
Organizado sistemáticamente, contiene especímenes de herbívoros africanos exóticos (muchas especies de antílope), un ejemplar de rinoceronte blanco y felinos de todo el mundo. También puede verse un curioso ejemplar embalsamado, el Hipopótamo de Boboli (un regalo de finales del siglo XVIII recibido por Leopoldo II de Toscana, que vivió algunos años en los Jardines de Boboli), que ante la ausencia de un ejemplar similar, fue reconstruido arbitrariamente con unos pies parecidos a los de un perro según la imaginación del artesano.
- En el Salón del "Conde de Turín" se muestran algunos de los trofeos de caza donados por la Familia Real de la Casa de Saboya (rinocerontes, antílopes, babuinos). También se exhibe un diente de narval, una ballena del Ártico.
- Somalia - recientemente renovado, con una muestra de especímenes de esas áreas.
- Marsupiales - canguros, zarigüeyas y el tilacino, un marsupial de Tasmania extinto en 1930.
- Primates - Monos del Amazonas, simios.

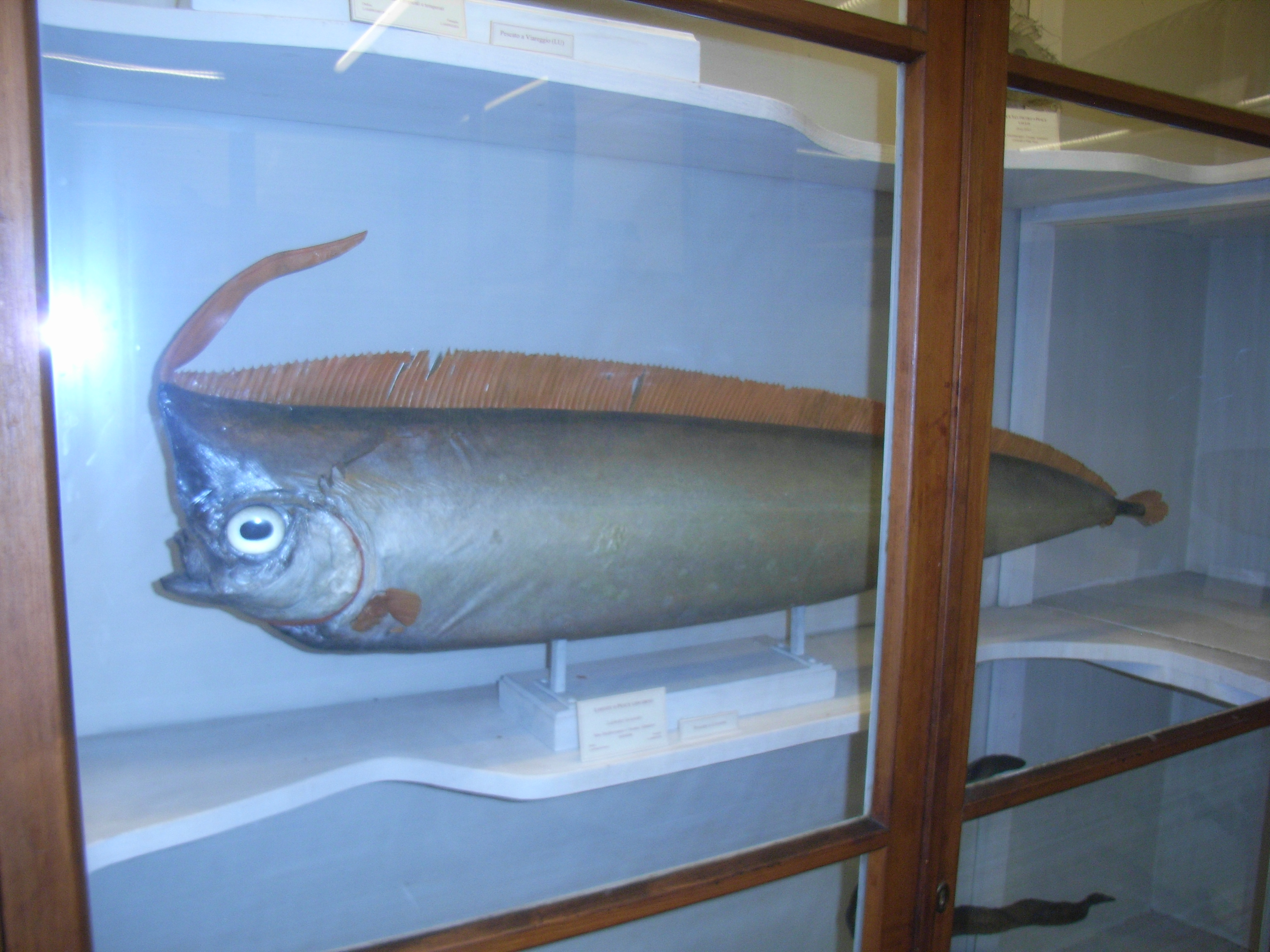
Galería de los peces
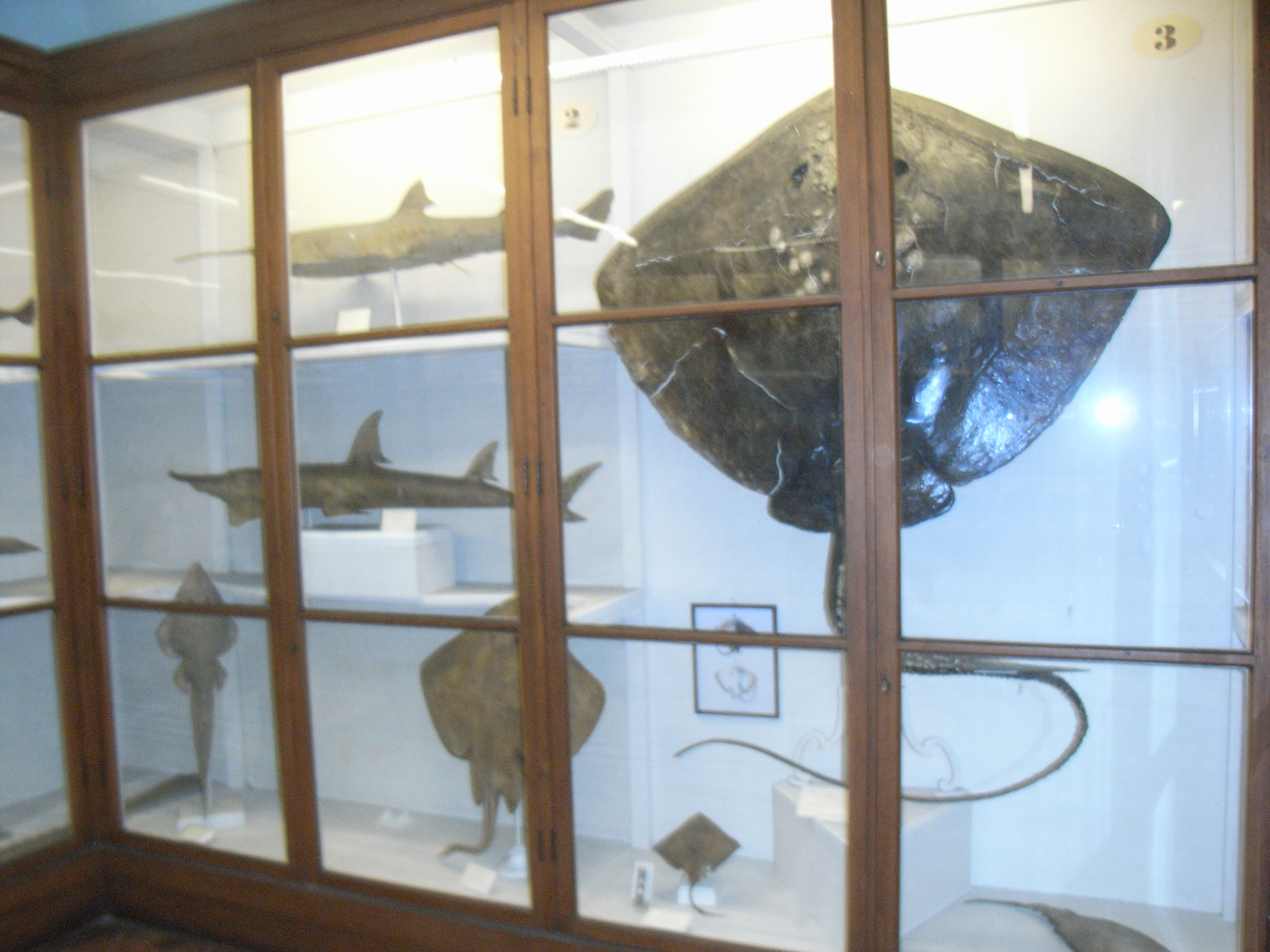
Galería de los peces
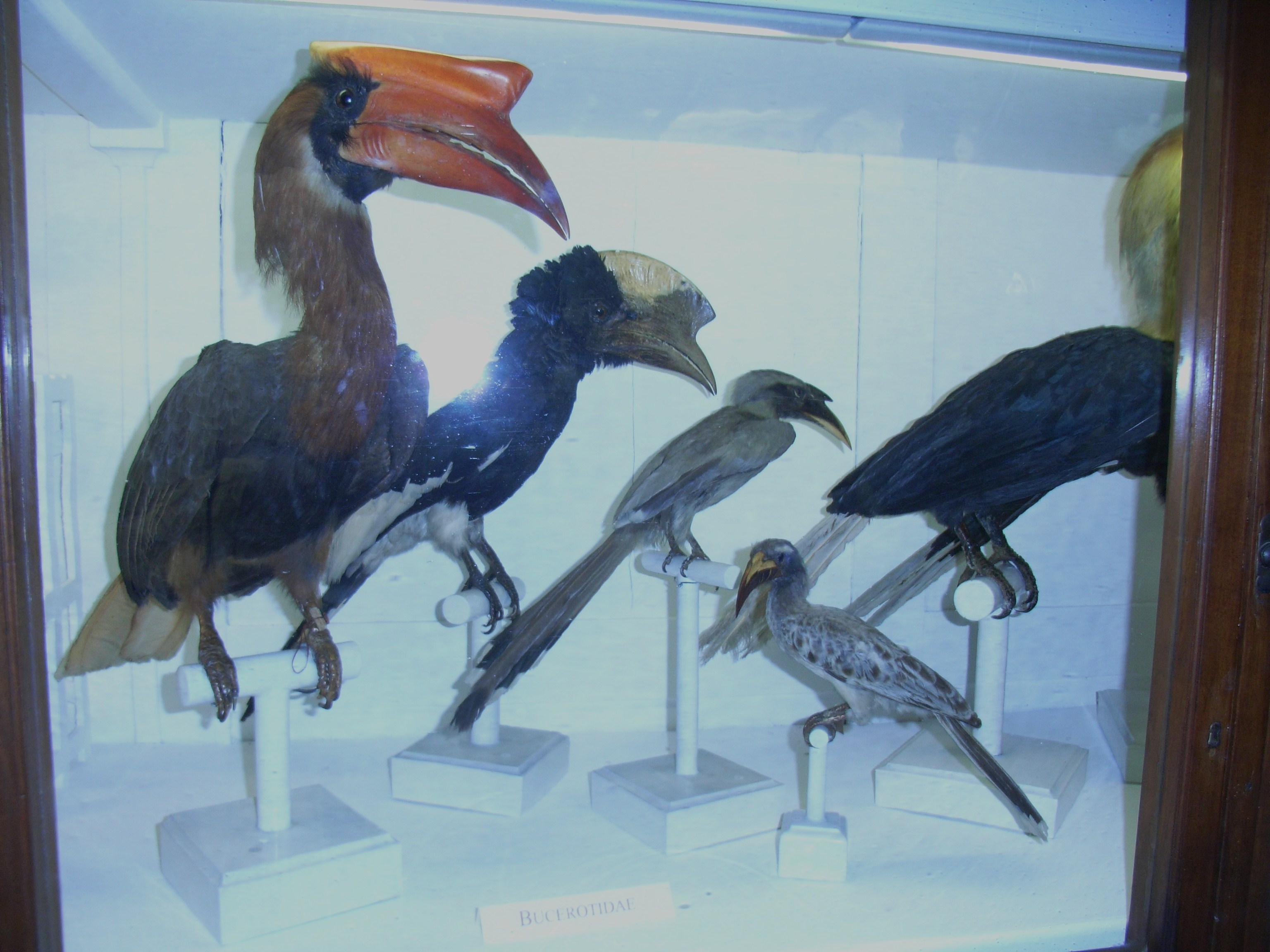
Galería de las aves
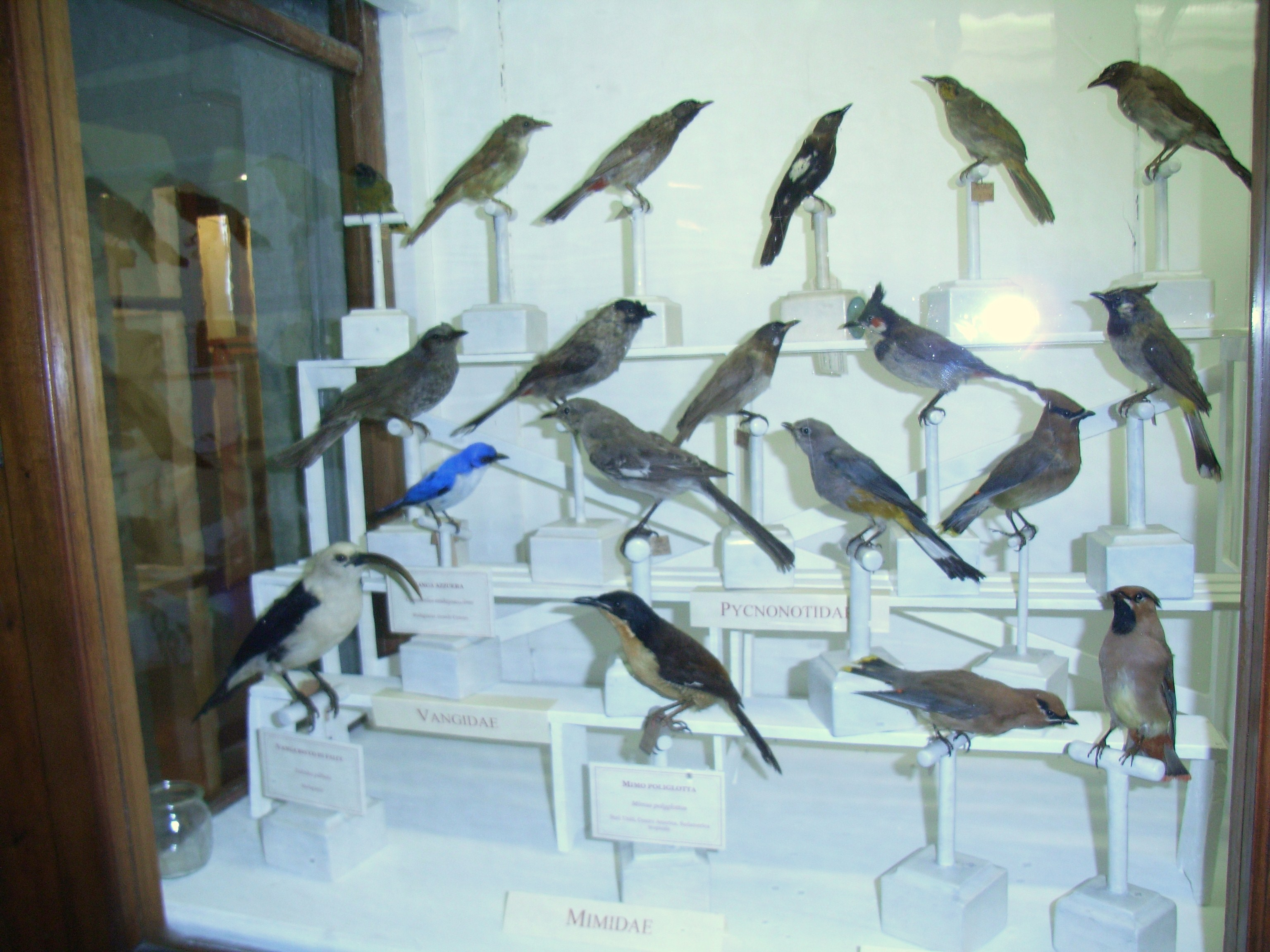
Galería de las aves
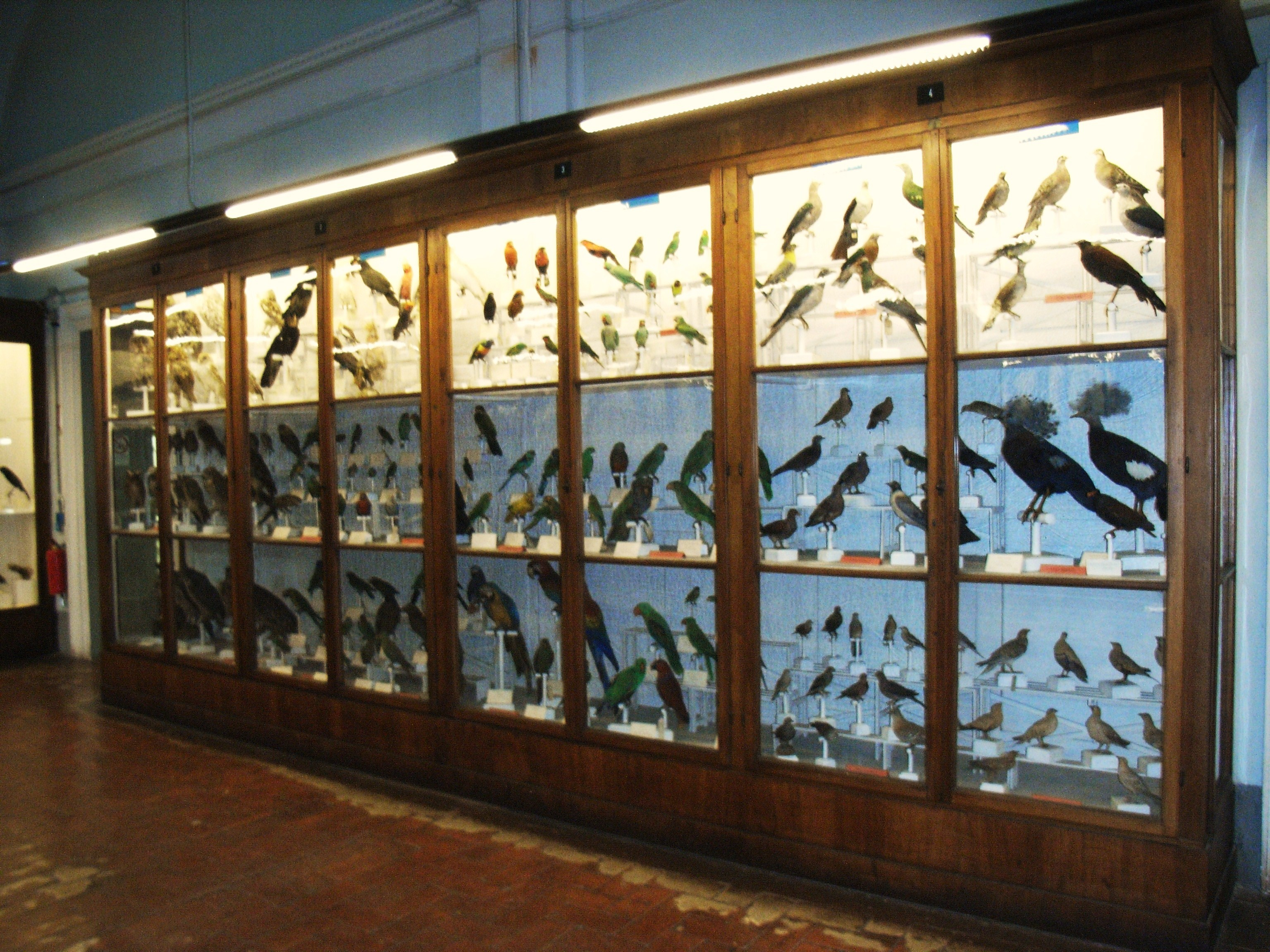
Galería de las aves
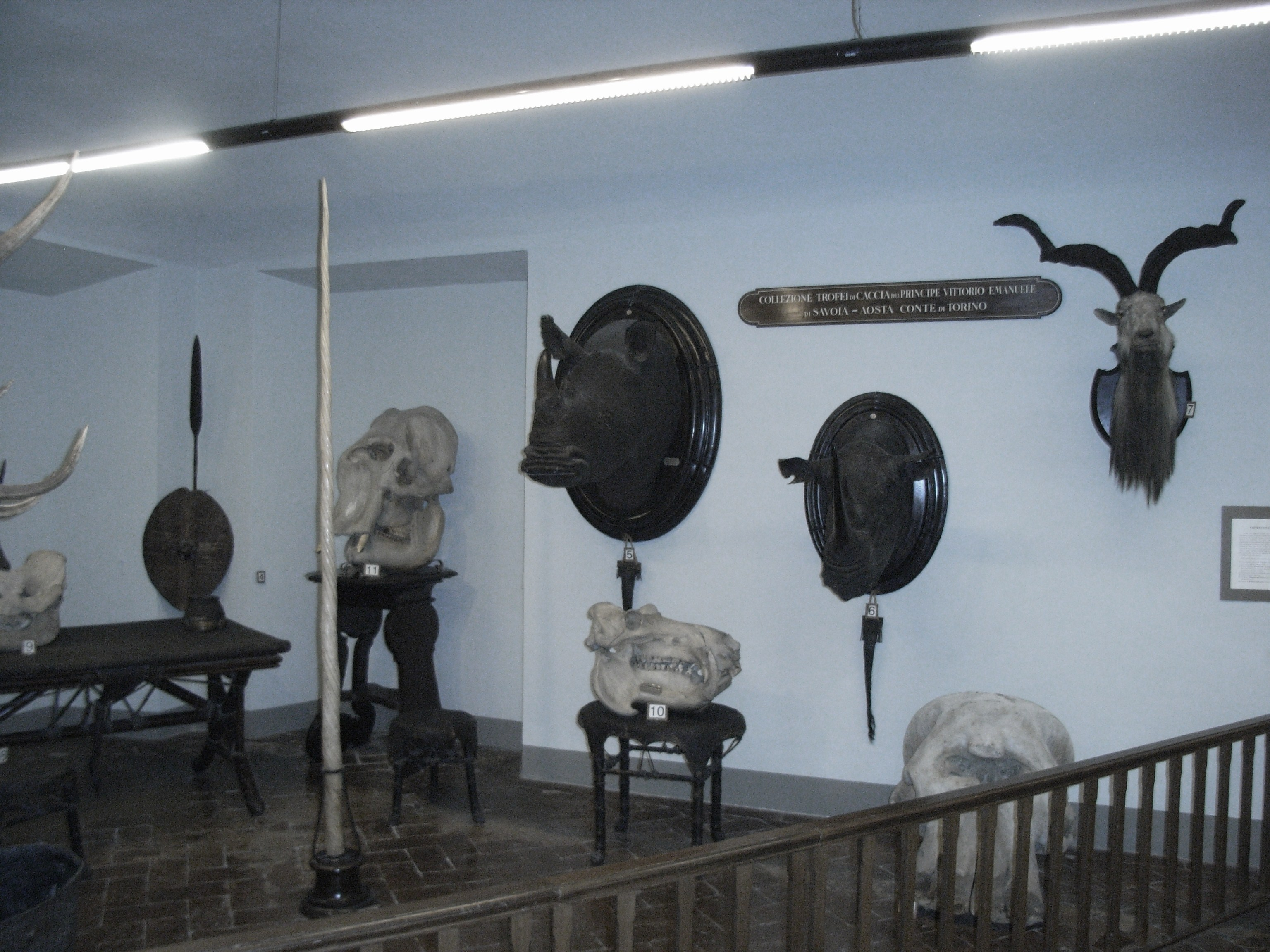
Trofeos de caza. Sala "Conde deTurín"
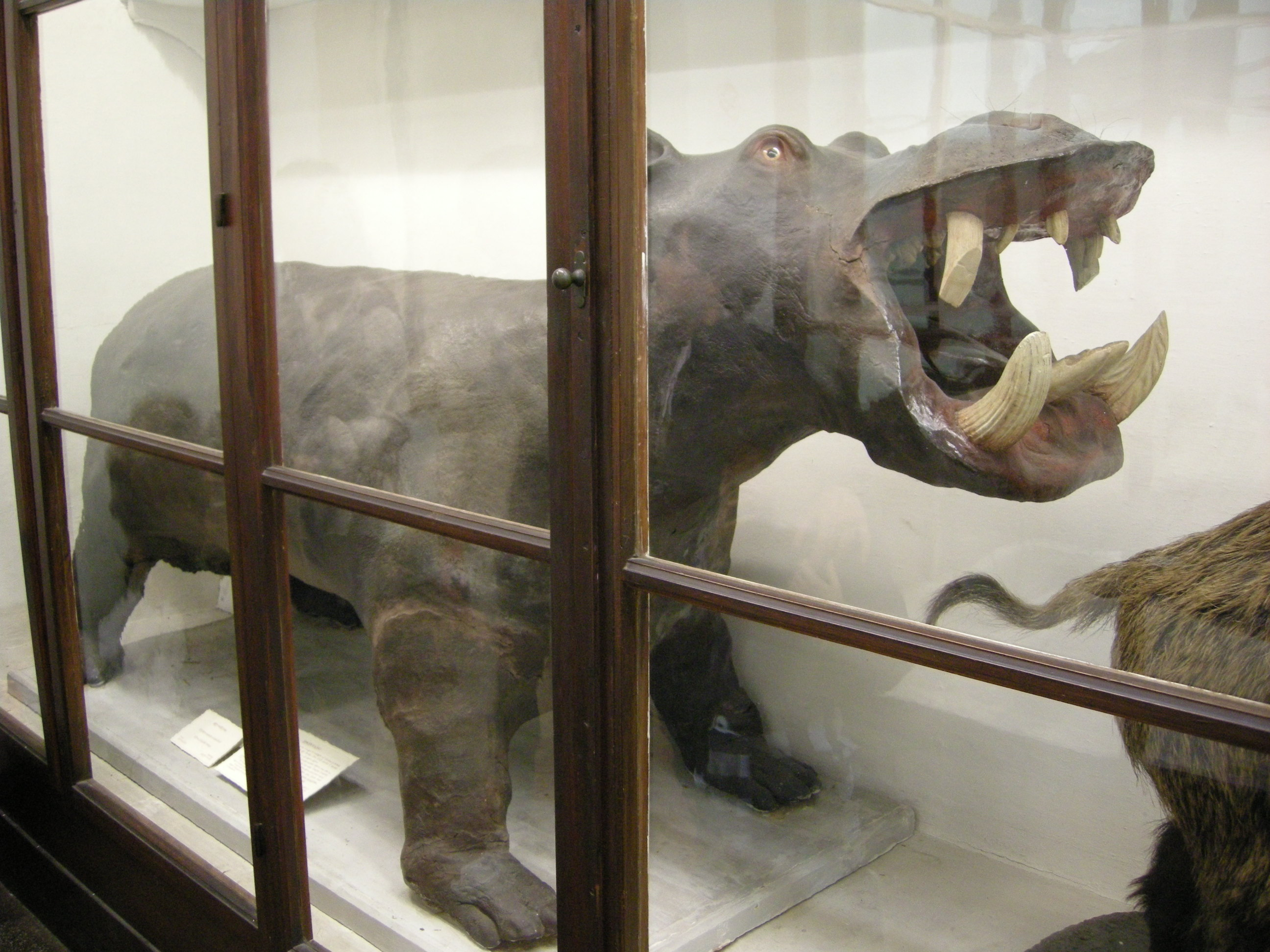
Hipopótamo de Boboli
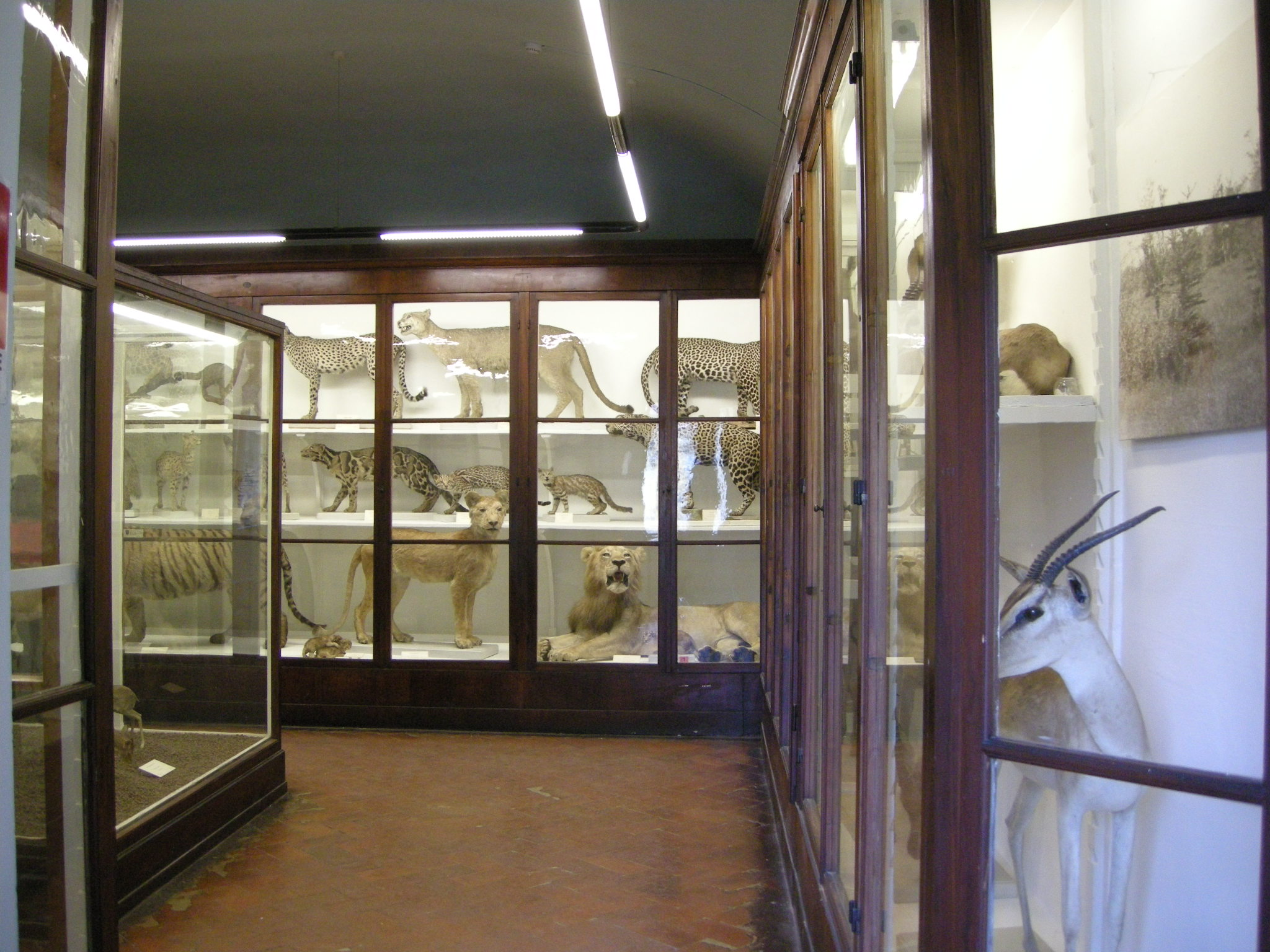
Sala de los felinos

## Colección anatómica
Única por su antigüedad y cantidad (hay una copia en Viena, realizada por las mismas manos de los técnicos de Florencia), la colección de modelos de cera fue encargada por el Gran Duque Pedro Leopoldo y por el primer director del museo Felice Fontana con el fin de enseñar anatomía en tres dimensiones sin necesidad de recurrir siempre a nuevos cuerpos. Los modelos, todos de cera e increíblemente realistas, fueron realizados entre 1771 y la segunda mitad del siglo XIX y ascienden a alrededor de 1400 piezas, de las que se exhibe tan sólo una parte (algunos también están en la Facultad de Medicina de Careggi y en el Museo Galileo). Para su conservación, la cera requiere una temperatura constante de alrededor de dieciocho grados.
Especialmente impresionantes son las figuras completas, como la de El Despellejado, un cuerpo tendido con los músculos y los vasos sanguíneos visibles, incluso los capilares (realizados haciendo deslizar la cera con hilos de seda). Fueron utilizados como modelos los cadáveres del Arciospedale di Santa Maria Nuova, de los que se hicieron de modelos de arcilla para hacer moldes de yeso en los que se vertió la mezcla de ceras, resinas y colorantes. De gran interés científico son los modelos de anatomía patológica, que exponen las condiciones de salud de finales del siglo XVIII.
Muchos de los modelos de cera fueron realizados por Clemente Susini y sus alumnos.

### Reproducciones de cera
Giulio Gaetano Zumbo era un modelador de cera de Sicilia, cuyas obras, por encargo del Gran Duque Cosimo III Medici, se trasladaron (entre 1691 y 1694) a este museo por afinidad de los materiales, aunque eran mucho más antiguos y no sólo anatómicos.
Se trata de pequeñas representaciones grotescas de gusto macabro y truculento, típico del siglo XVII, que reflejan los efectos de la peste, con especial atención al horror y a la descomposición de los cuerpos. Procedentes del Museo Galileo, donde fueron severamente dañadas por la inundación de Florencia, por suerte se pudieron reparar casi todos gracias a una paciente y hábil restauración.

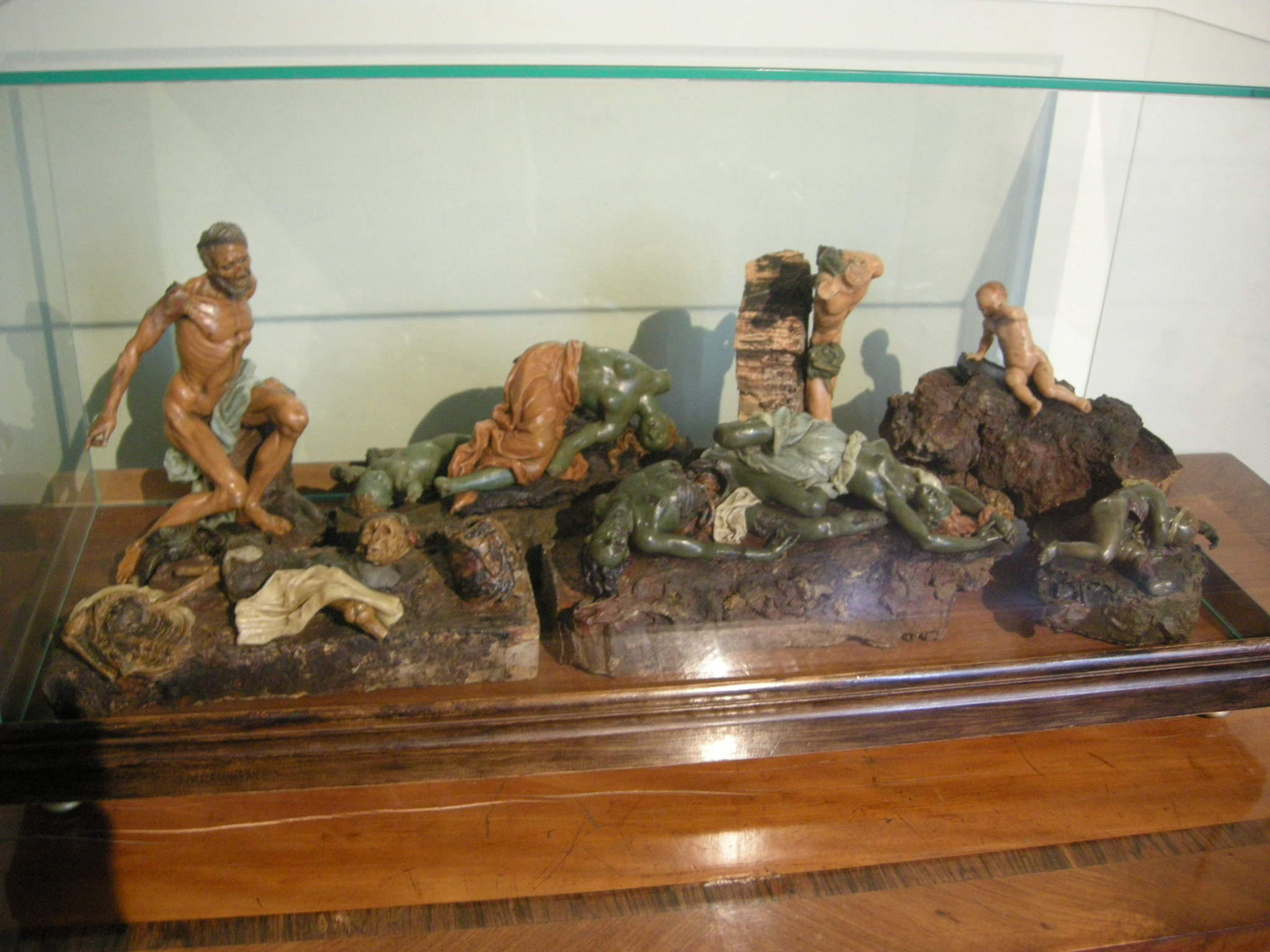
La peste, por Gaetano Giulio Zumbo
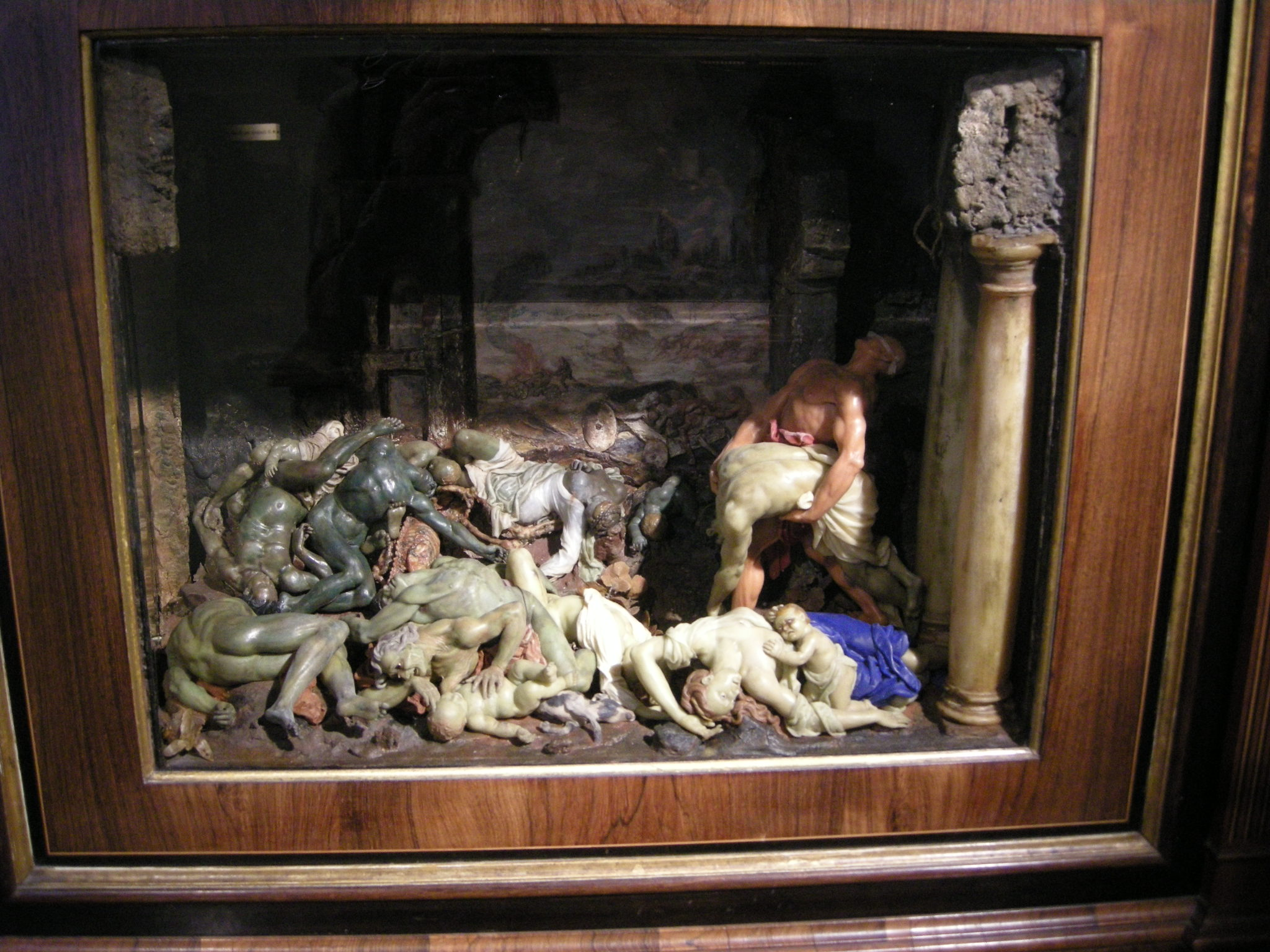
La peste, por Gaetano Giulio Zumbo

## Sala de los esqueletos
El "Salón de los esqueletos" se encuentra en la planta baja y sólo está abierto en horario especial. Se conservan los esqueletos de numerosísimas especies animales, entre las que destacan la reconstrucción de los elefantes y la de una megaptera o ballena jorobada, la más grande en un museo italiano. También se conservan piezas del esqueleto de un cachalote varado en el siglo XIX en la costa de Livorno. En las vitrinas se conservan esqueletos completos de numerosas especies de aves, peces, reptiles y mamíferos, entre ellos numerosos simios y tres esqueletos humanos, de hombre, mujer y niño. 

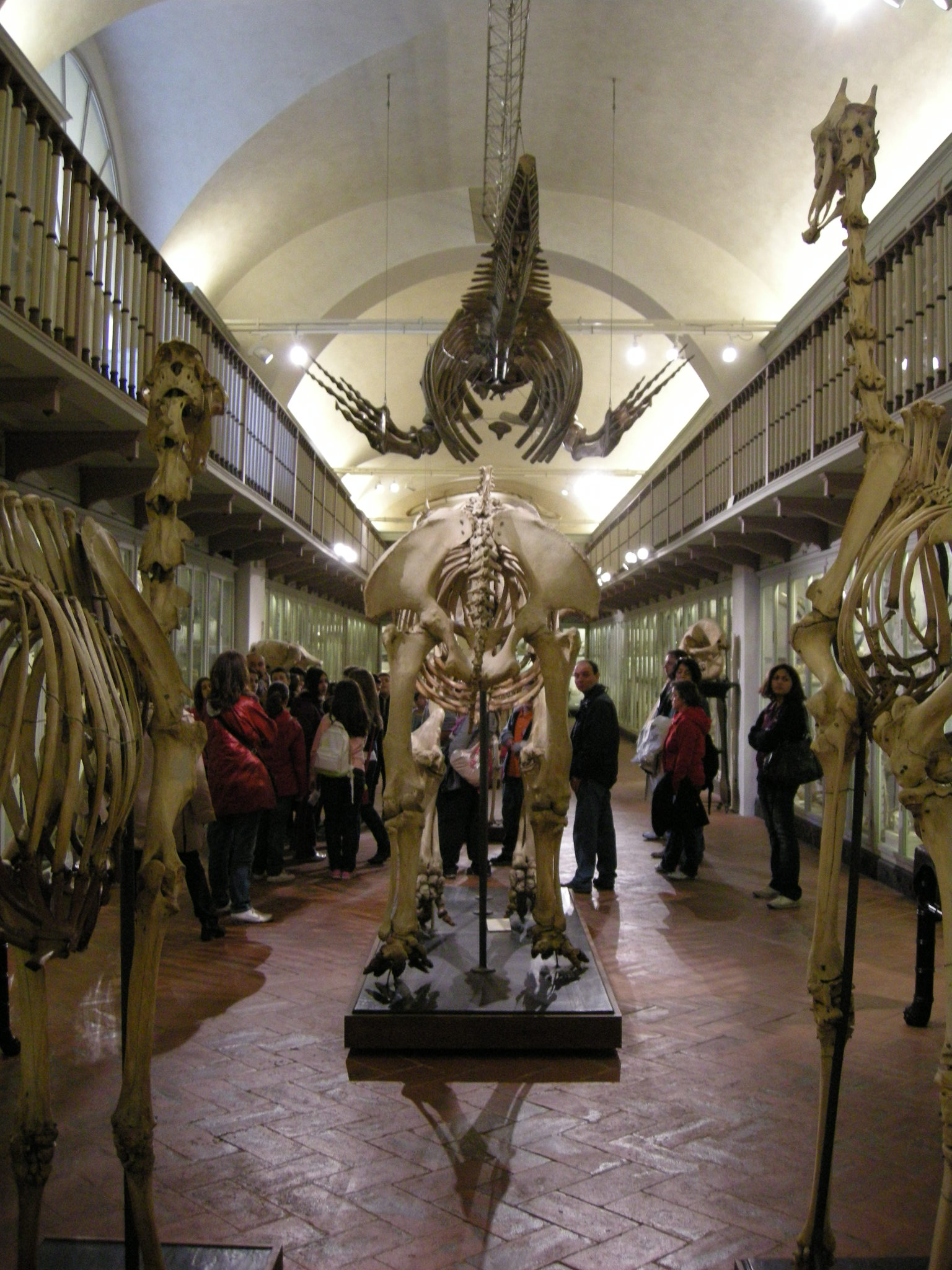
Sala de los esqueletos
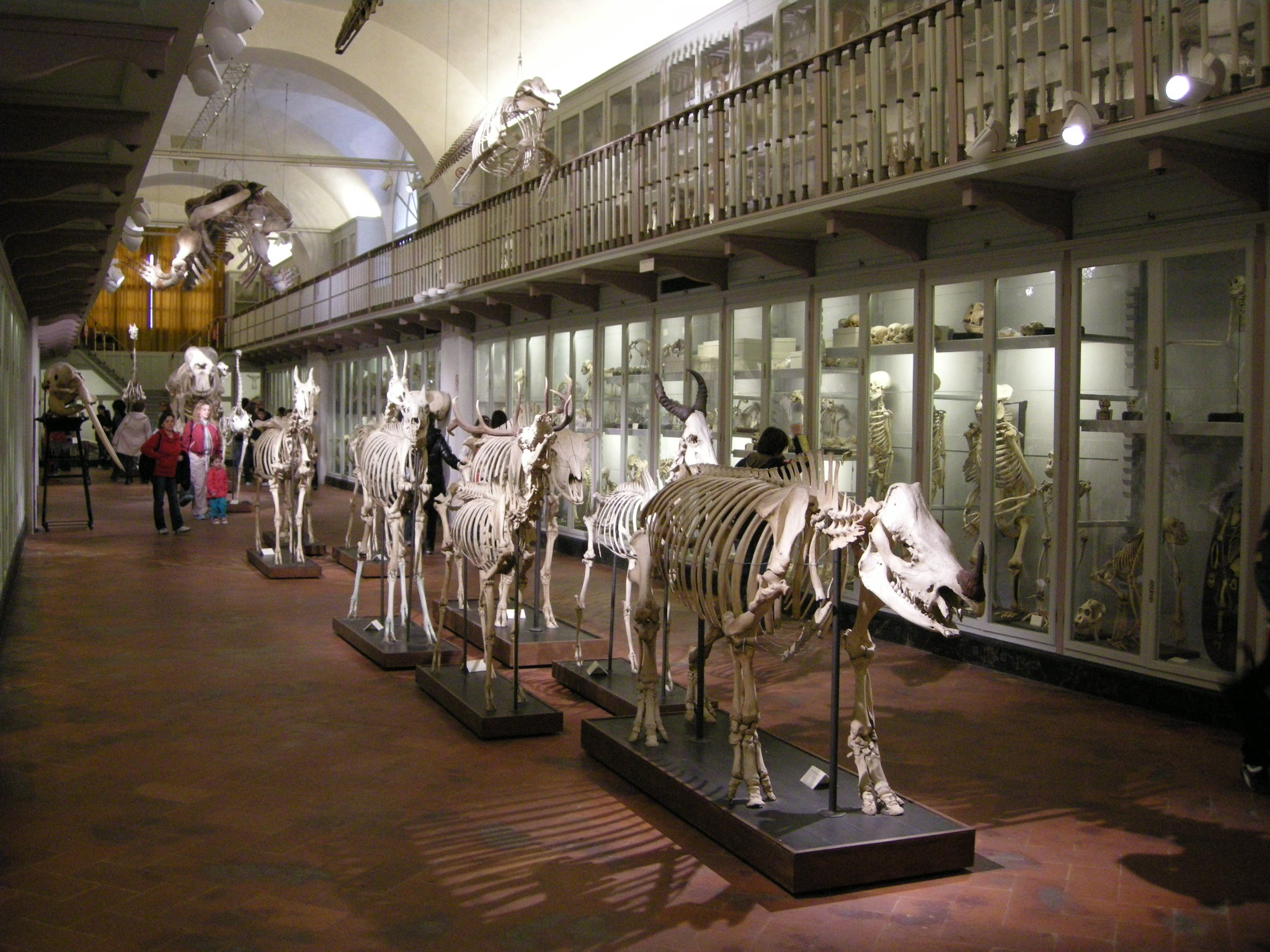
Sala de los esqueletos
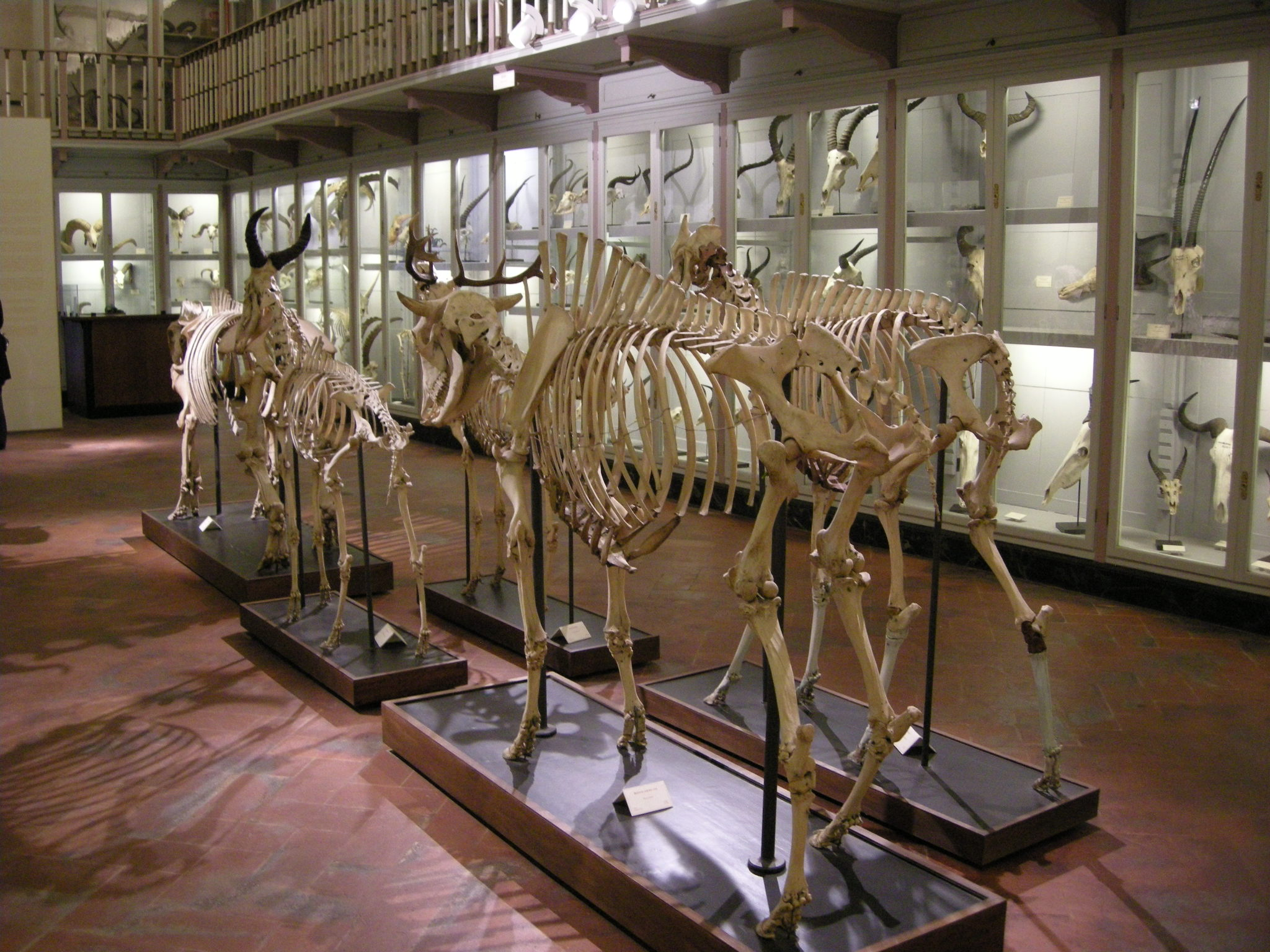
Sala de los esqueletos
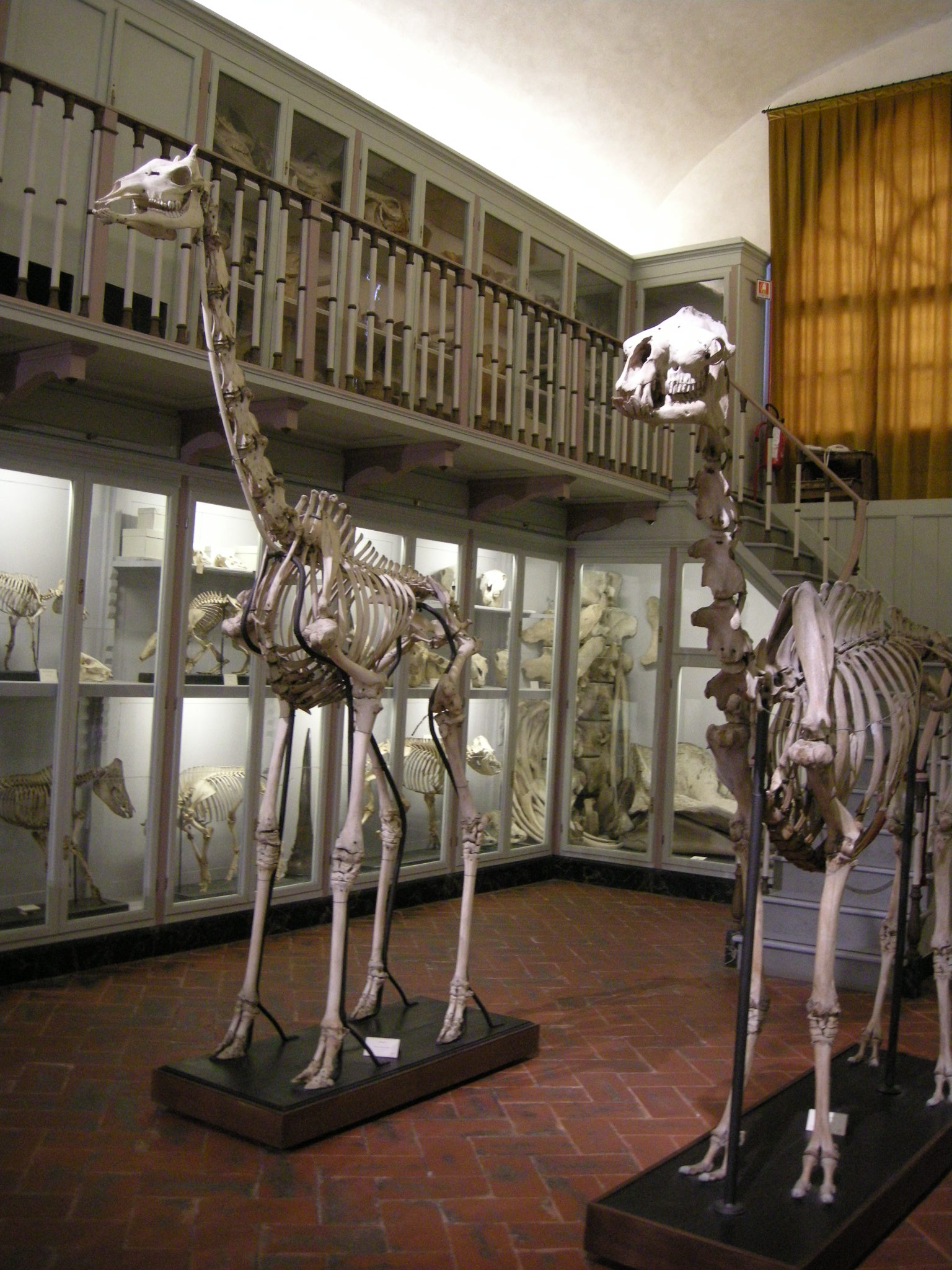
Esqueleto de jirafa
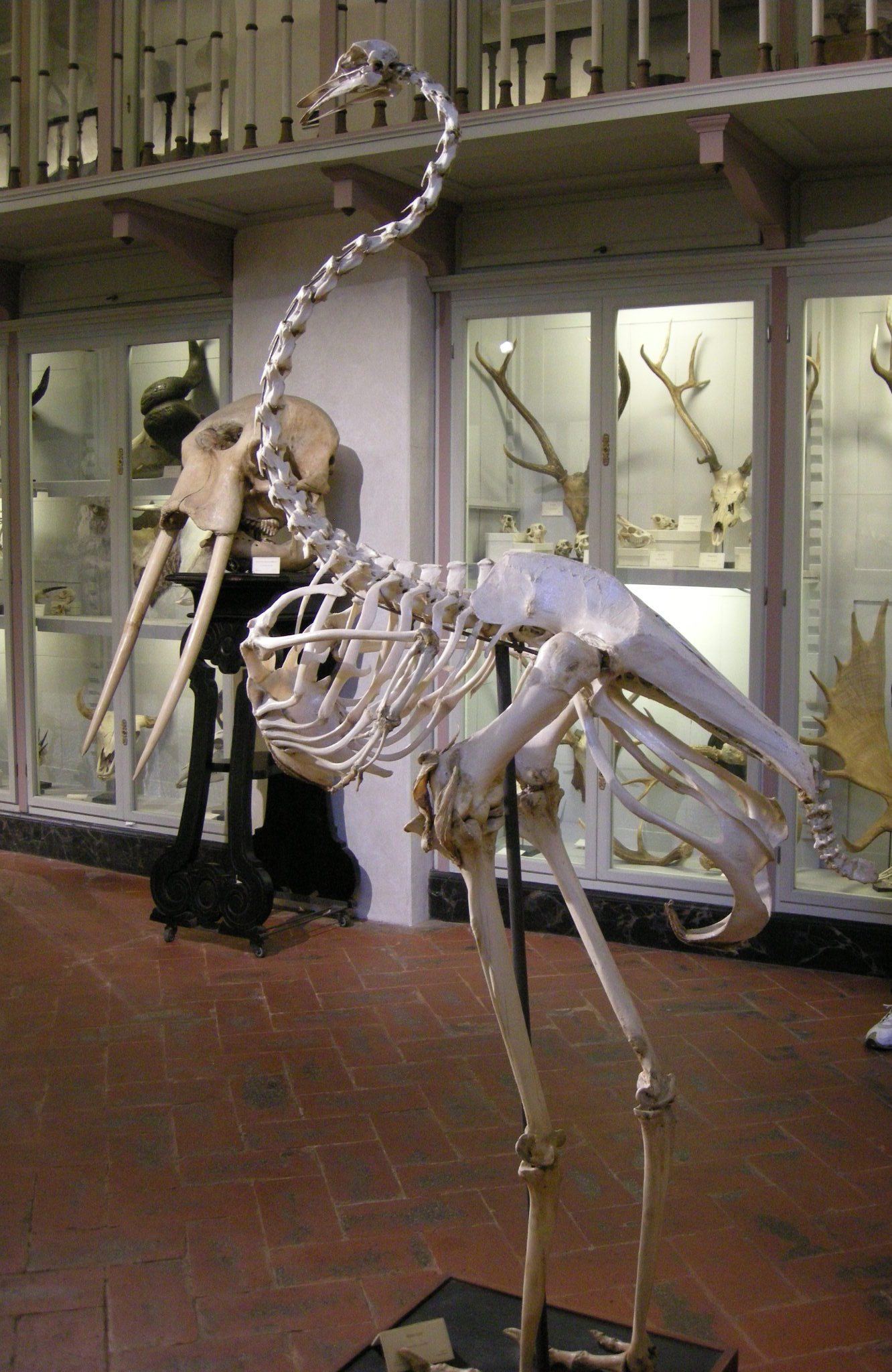
Esqueleto de avestruz
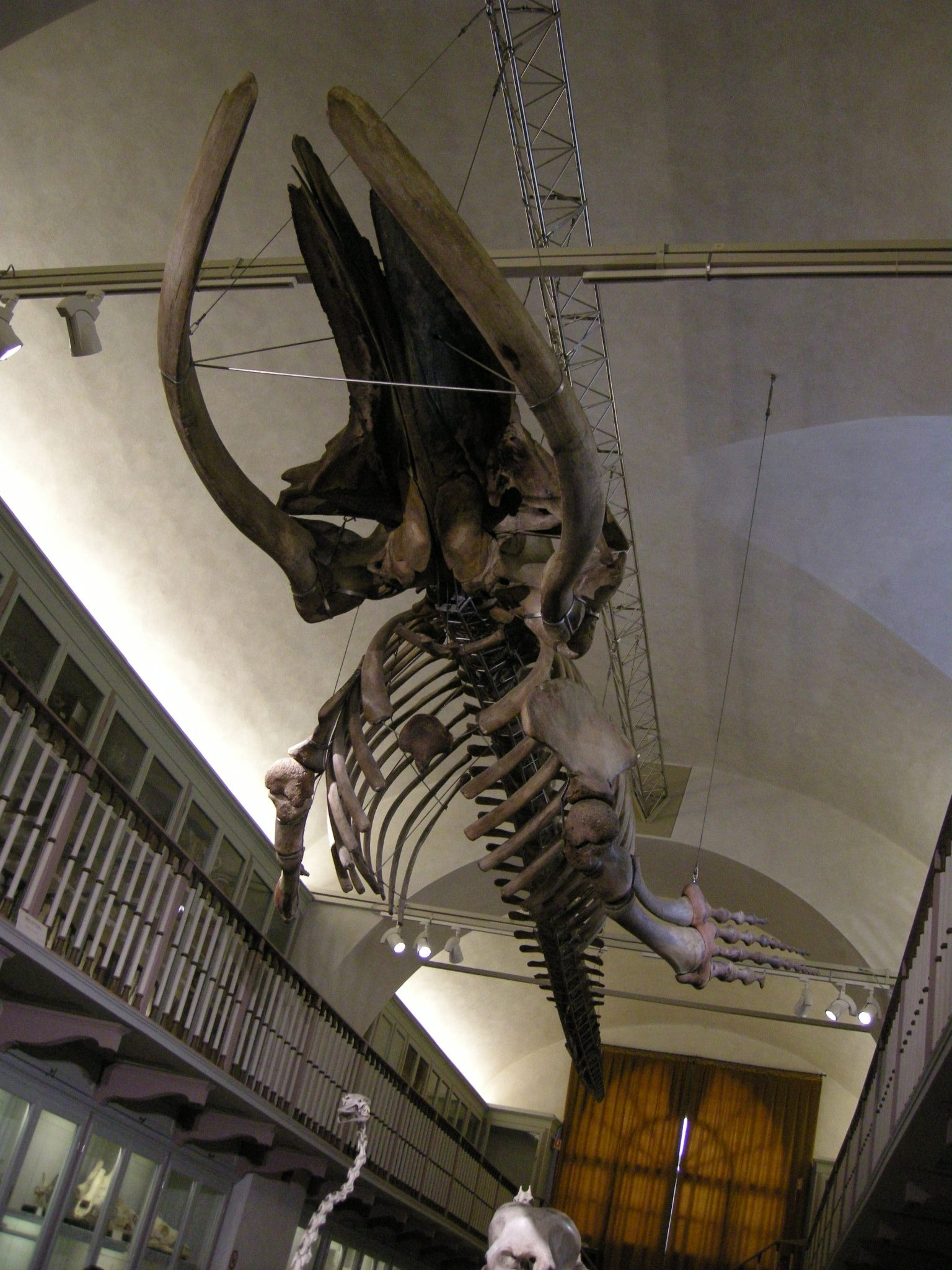
Esqueleto de ballena

## Tribuna de Galileo

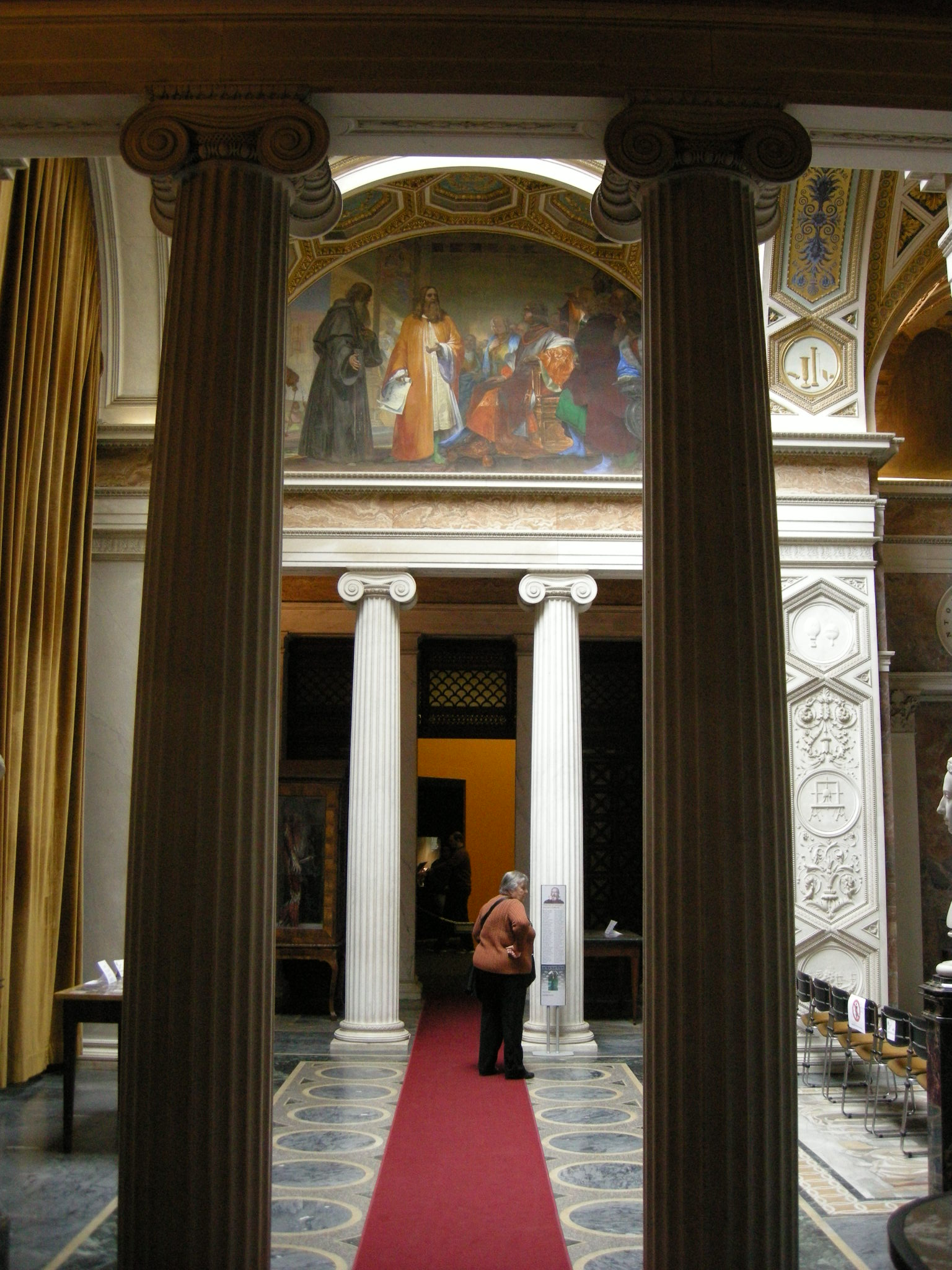
Entrada a la Tribuna

La Tribuna de Galileo es un entorno monumental en el primer piso del palacio. Fue inaugurada en 1841 por el último gran duque Leopoldo II de Toscana, para el Tercer Congreso de Científicos Italianos, como se indica en la inscripción sobre la puerta del bisel, y fue diseñada por el arquitecto Giuseppe Martelli.
Dedicada al gran científico toscano Galileo Galilei, está decorada con una serie, única en su género, de episodios de los pioneros y referencias a la historia de la ciencia experimental. Vincenzo Antinori, entonces director del Museo de Historia Natural de Física, lo definió como un "santuario de la ciencia."
Abierto sólo en ocasiones especiales (en el año 2009 para las celebraciones galileanas) es un raro ejemplo de estilo neoclásico tardío en la ciudad.
Una gran sala se desarrolla en el eje norte-sur con dos espacios de base cuadrada, uno cubierto por una bóveda de aristas, y el otro cubierto por una cúpula de hierro fundido y vidrio (el vidrio original se ha sustituido por un material acrílico), uno de los ejemplos más antiguos del uso en Florencia de este tipo de arquitectura.

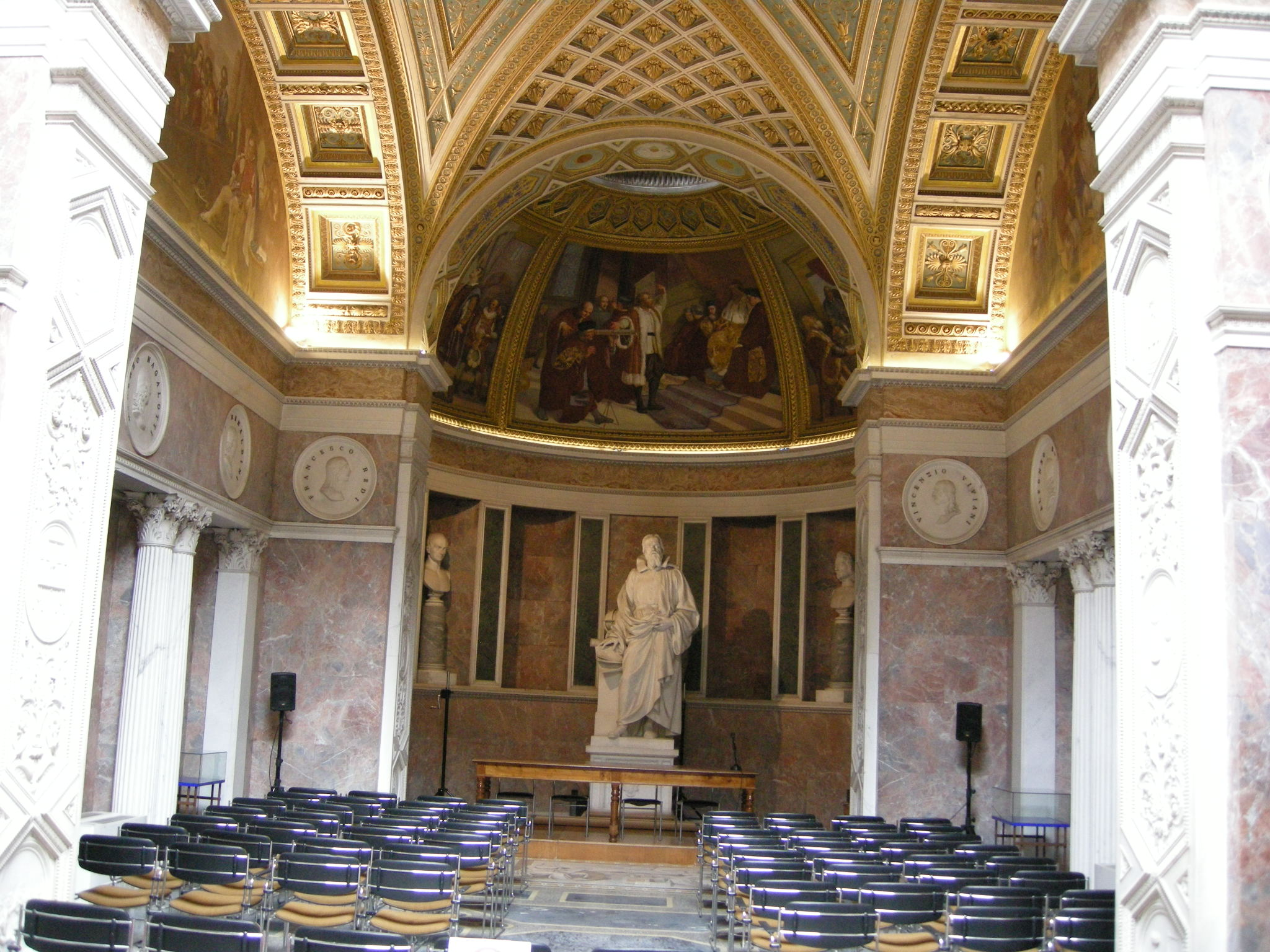
Tribuna de Galileo

La entrada está organizada sobre dos pares de columnas jónicas que sostienen los arquitrabes; los dos espacios laterales, están cubiertos con bóvedas de medio punto.
Espacio de entrada:
En la nave central se abre el espacio cubierto por la media cúpula donde se halla la estatua de Galileo (obra de Aristodemo Costolo), rodeada de nichos con los bustos de alumnos de Galileo famosos: Benedetto Castelli, Bonaventura Cavalieri, Evangelista Torricelli y Vincenzo Viviani. Anteriormente estuvieron aquí unas vitrinas con los instrumentos originales de la Accademia del Cimento, ahora exhibidos en el Museo de Historia de la Ciencia.
La decoración se compone de frescos, estatuas, bajorrelieves y estuco, en los que se representan los instrumentos, los descubrimientos científicos, los científicos y los mecenas que los hicieron posibles. Los cruceros de la bóveda incluyen frescos con una iconografía típica del siglo XIX, celebrando el desarrollo cronológico de la ciencia experimental, centrado en la figura de Galileo. Esta decoración comienza con "Leonardo da Vinci, en presencia del duque Ludovico Sforza de Milán", por Nicola Cianfanelli, continuando con "Galileo demostrando la ley de la caída de los cuerpos", de Giuseppe Bezzuoli, seguido de "Galileo observa la lámpara de la Catedral de Pisa", " Galileo presenta su telescopio al Senado de Venecia" y "Galileo, ya ciego y anciano, conversa con sus discípulos" (los tres de Luigi Sabatelli). Las dos últimas pinturas contienen "Experimentos de la Accademia del Cimento" de Gaspero Martellin y "Alessandro Volta muestra la experiencia de la pila a Napoleón" de Gaspero Martellin sobre dibujos de Nicola Cianfanelli.
El techo está decorado con estuco blanco y oro, mientras que las paredes tienen paramentos de mármol rojo, intercalados con medallones con efigies de científicos y bajo relieves de mármol de los instrumentos científicos. 
En la entrada a la tribuna están situados los bustos de mármol de los cuatro protectores de los estudios científicos en Florencia: el cardenal Leopoldo, Leopoldo Pedro, Fernando III y Leopoldo II. 
En la actualidad, también se encuentran aquí tres ataúdes que contienen la mayor cantidad de modelos anatómicos del siglo XVIII en cera, por los que es famoso el Museo de la Specola.

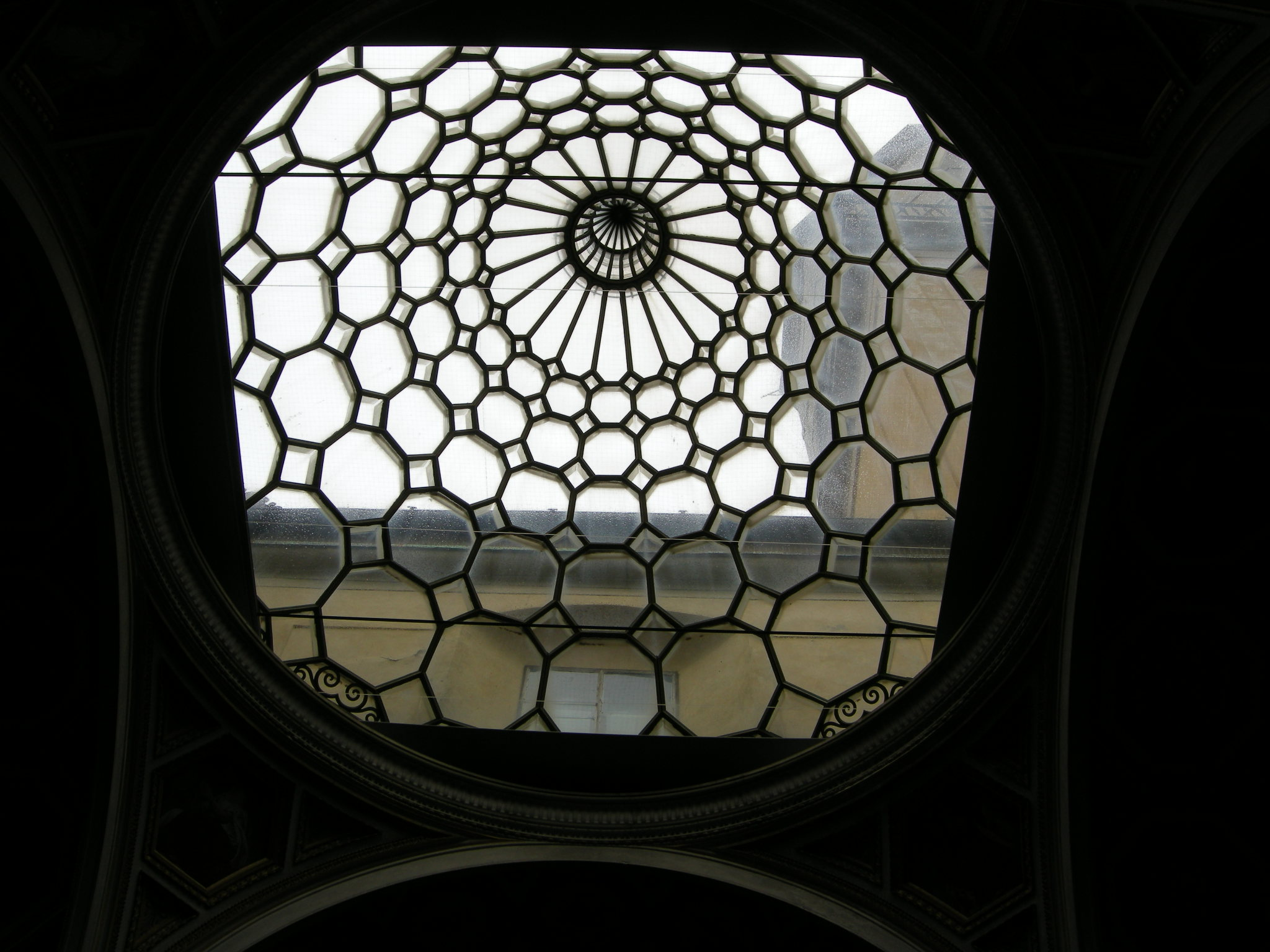
Cúpula de hierro y vidrio
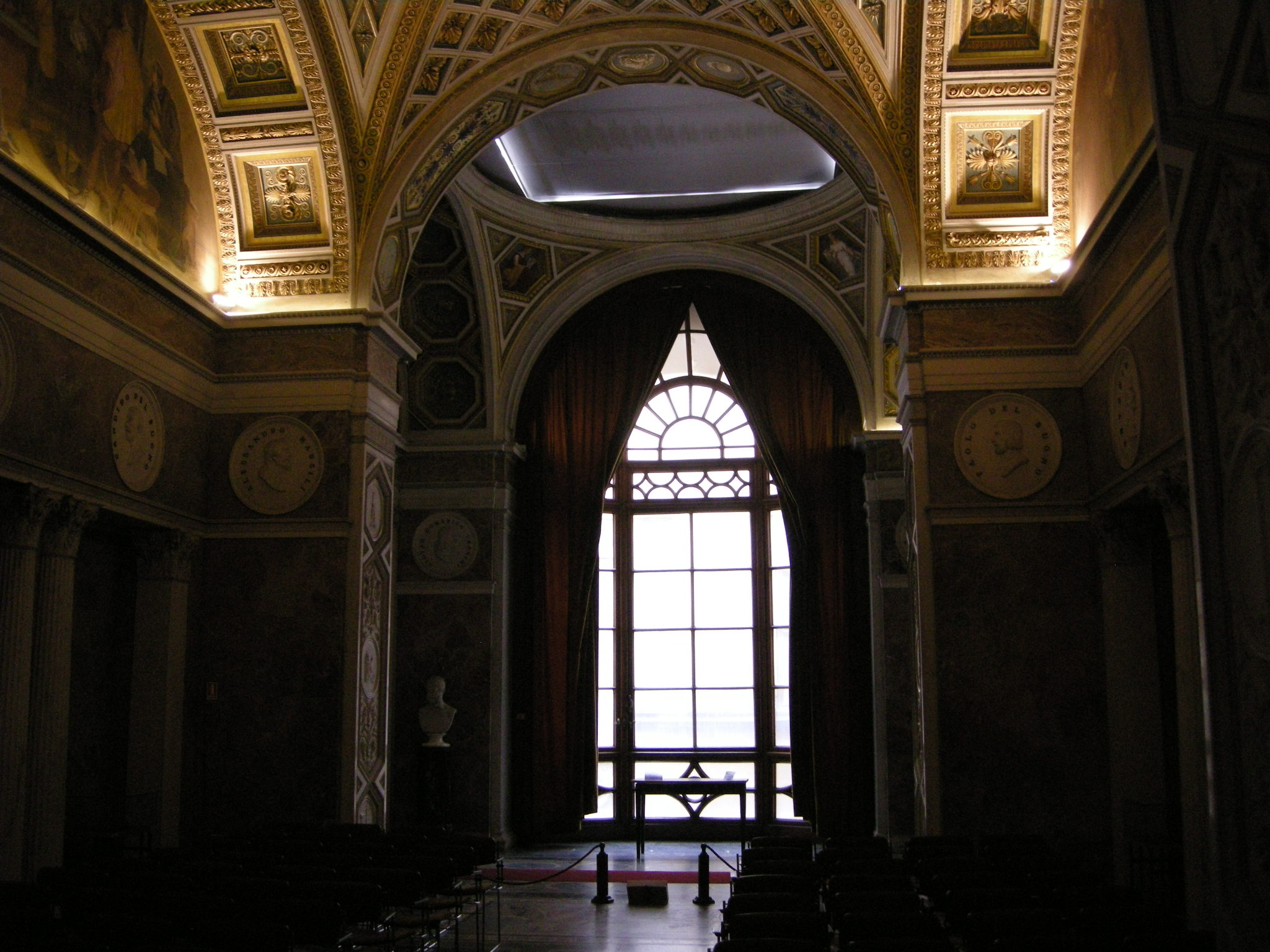
Fondo de la Tribuna
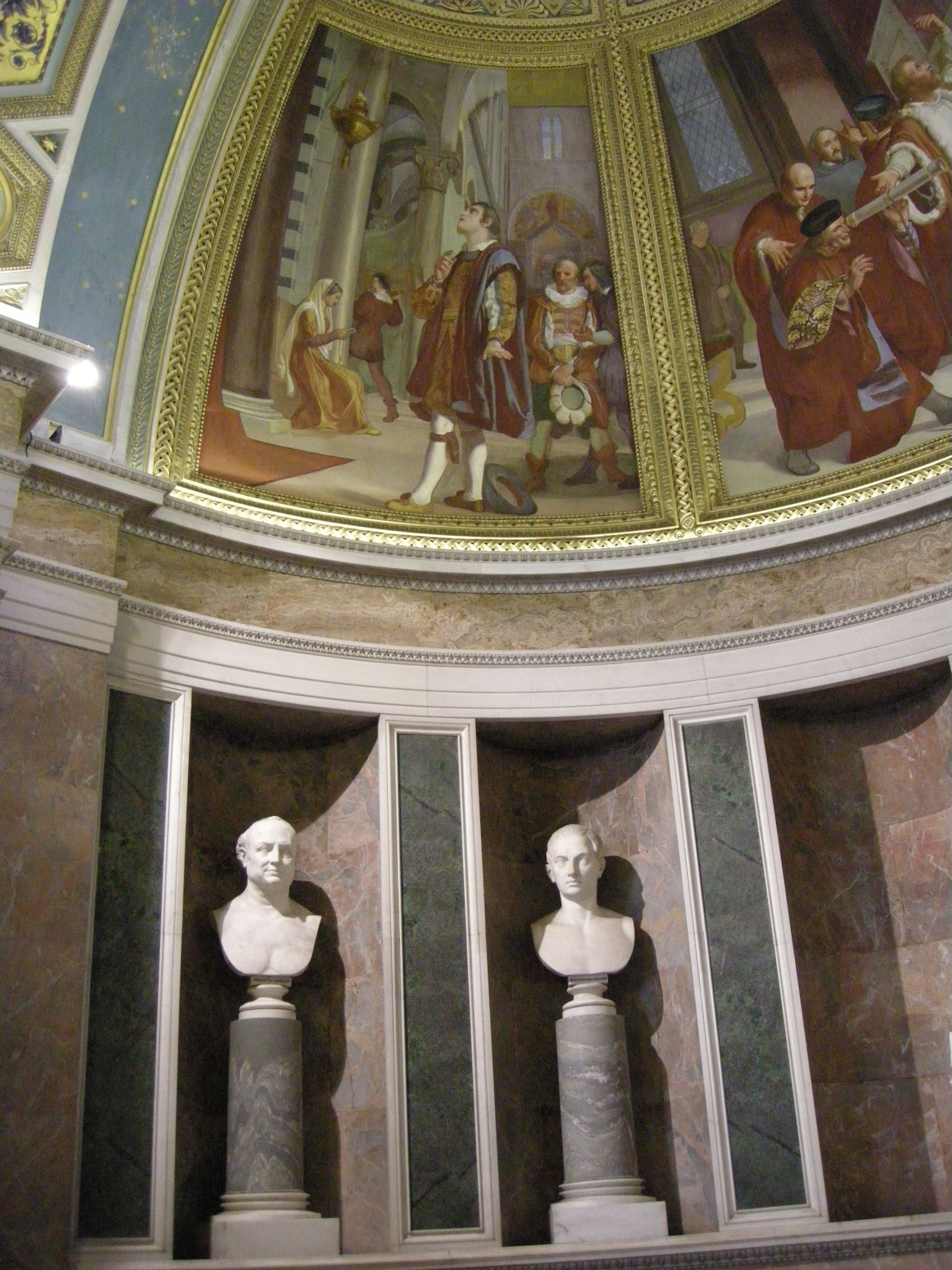
Bustos en el ábside
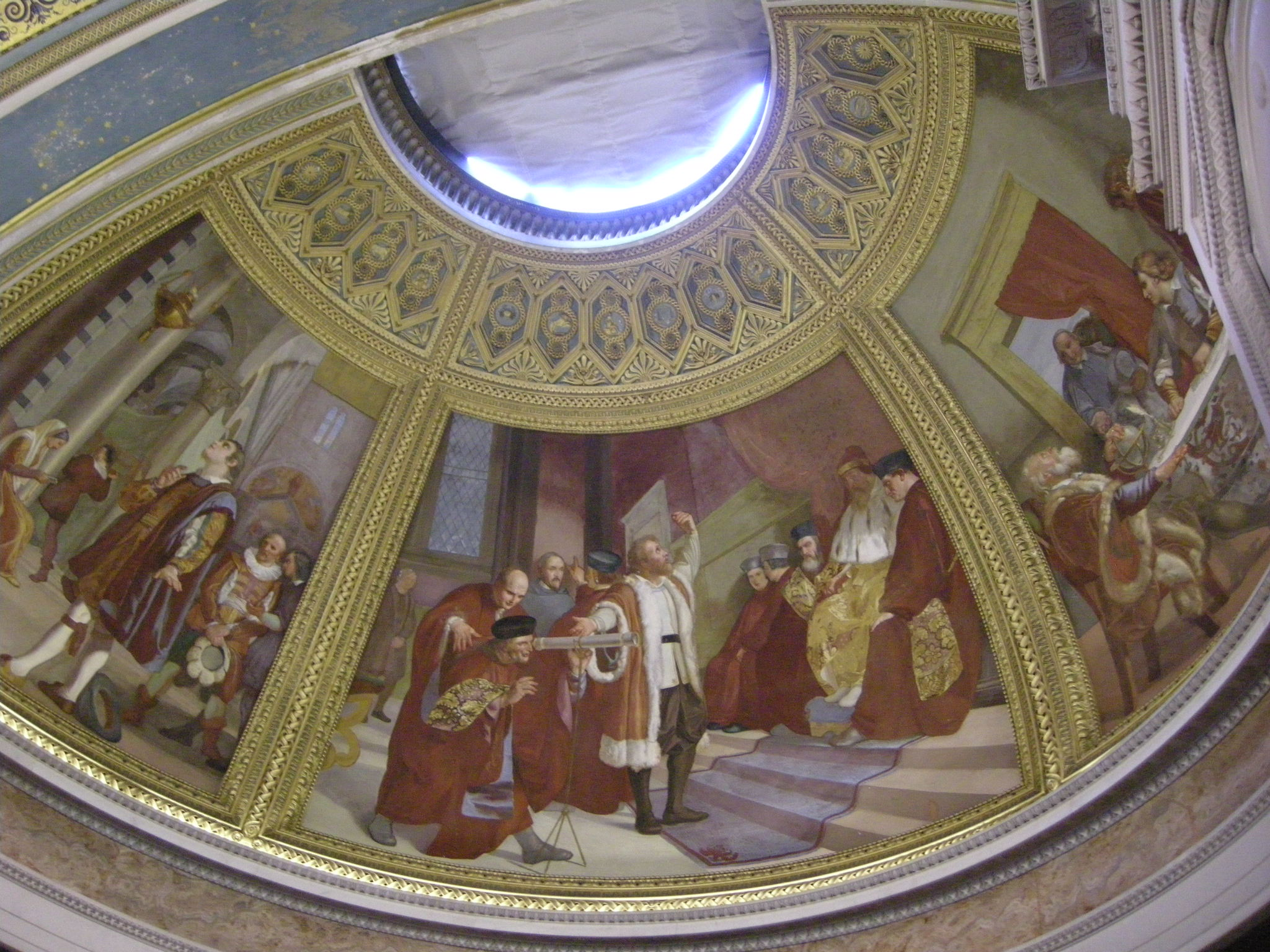
Fesco en la cúpula: Galileo presentando su telescopio en el Senado de Venecia
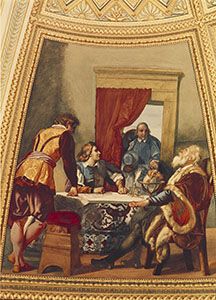
Fresco: Galileo viejo con sus discípulos
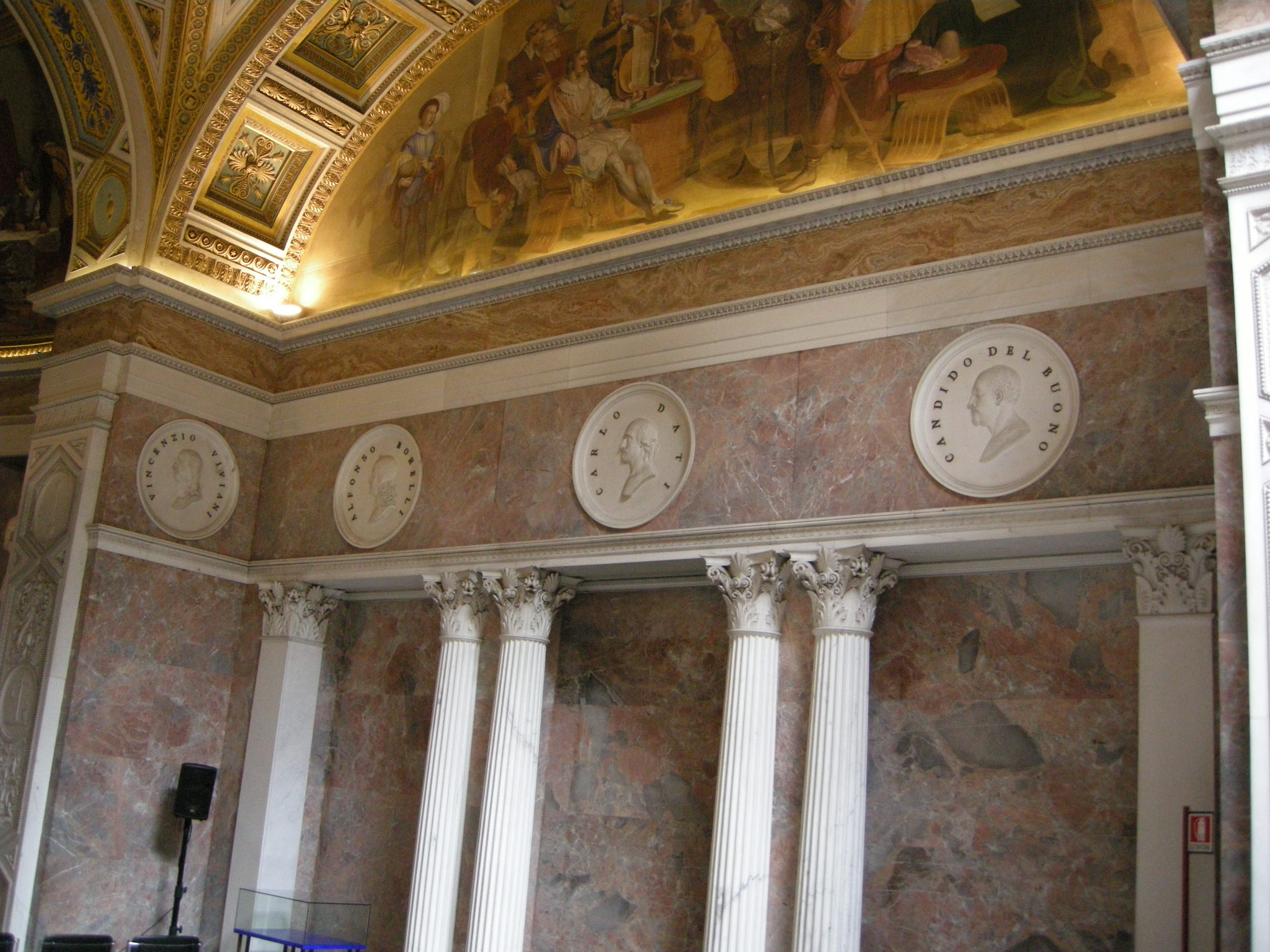
Medallones